# 朗塞斯顿 (塔斯马尼亚州)
朗塞斯頓（英語：Launceston）位于澳大利亚塔斯马尼亚岛北部，是塔斯马尼亚州第二大城市，2021年人口統計為90,953人。
朗塞斯頓是澳大利亚历史第三悠久的城市（仅次于悉尼和霍巴特），拥有大量历史建筑和景观。朗塞斯顿是世界上最早使用水力发电的城市之一，拥有多条湍急的河流和峡谷，多山的地形让位于低洼蜿蜒的添马河及其葡萄园和农场. 城市公园是非常美丽的维多利亚花园和 100 年前的雕像。还有一个猴子围栏和游乐场。附近是 24/7 药房和朗塞斯顿赛马场，24/7
coles超市和kmart。 kmart 百货公司是澳大利亚为数不多的通宵营业的百货公司之一，在冠状病毒大流行后于晚上 10 点停止营业。北埃斯克河边的塔斯马尼亚大学校园因其艺术地理学和海洋生物学学位而受到高度评价。
在过去的十年里，朗塞斯顿凭借其迷人的风景、优质的学校和为逃离墨尔本和悉尼等大城市的家庭提供的经济适用房而迅速发展。一个大型冒险儿童公园和并将筒仓改造成“辣椒”酒店，在翻新后的游艇和划船俱乐部码头附近完工。 “便士皇家”是白内障峡谷cbd入口附近的囚犯历史主题公园。度假村设有攀岩滑翔缆车海盗船索道缆车和幽灵之旅以及传统酒吧威士忌酒吧和米其林星级餐厅.

## 地理

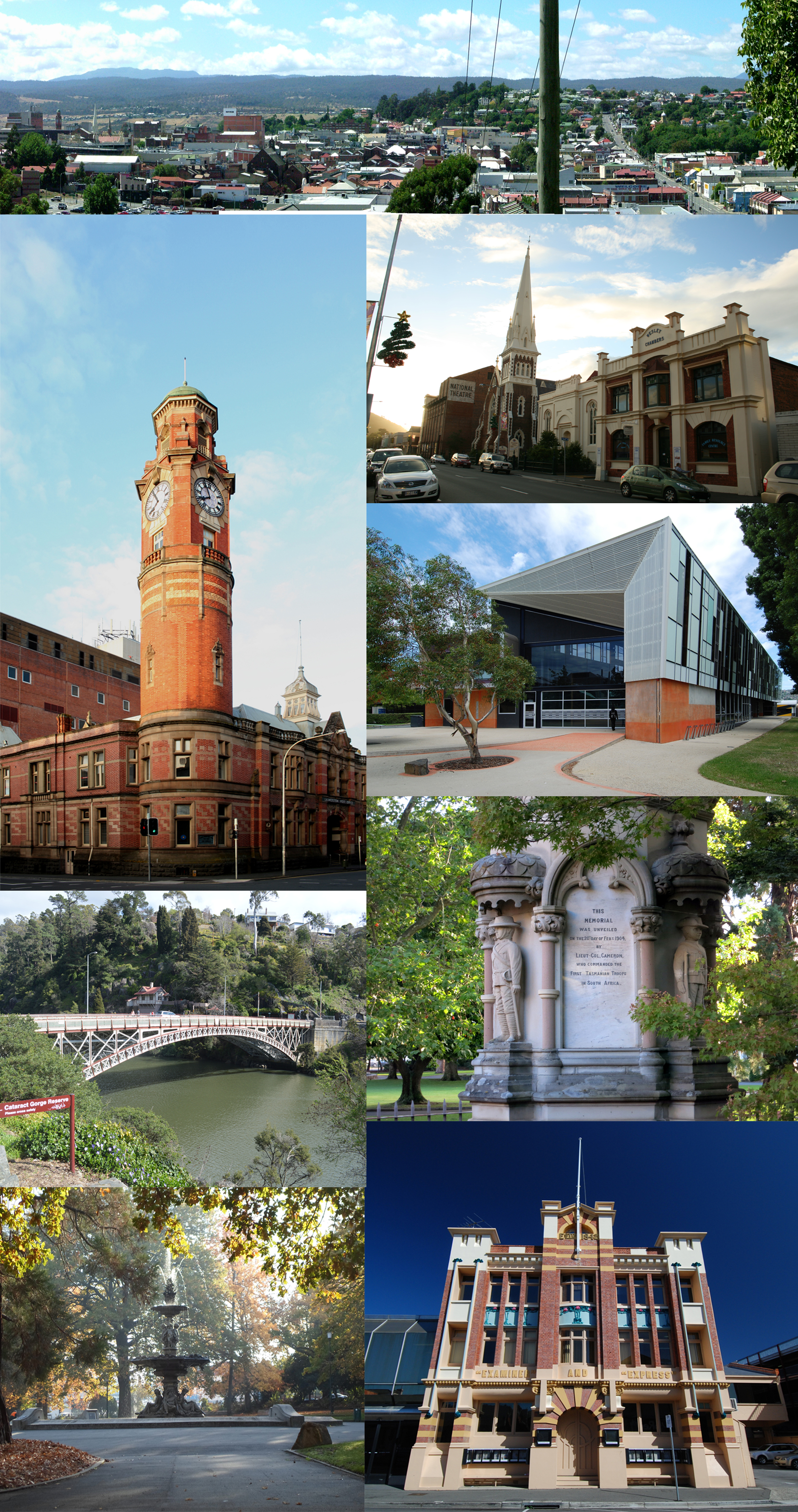
Landmarks

朗塞斯頓位于塔斯马尼亚岛东北部的北爱斯柯河（North Esk River）口。市中心位於南岸。

## 气候
朗塞斯頓属温带海洋性气候，四季分明，夏季从十二月至二月，冬季从六月至八月。

## 交通
从朗塞斯頓有去西部重镇德文港的高速公路，还有去往南部的塔斯马尼亚首府霍巴特的1号高速公路。朗塞斯頓还有一座机场，每日定期有航班飞往一海相隔的墨尔本。

## 名人

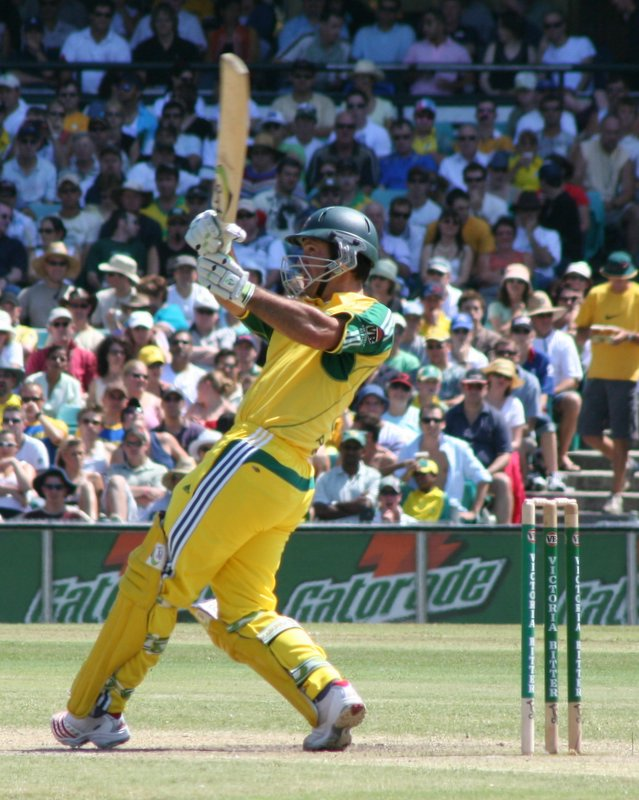
塔州人李奇·龐丁（Ricky Ponting）曾分別在2002和04年成為澳洲國家板球隊和單日國際賽（One-day International, ODI）代表隊的隊長。

- 西蒙·贝克：演员
- 里基·庞廷：板球运动员

## 图库

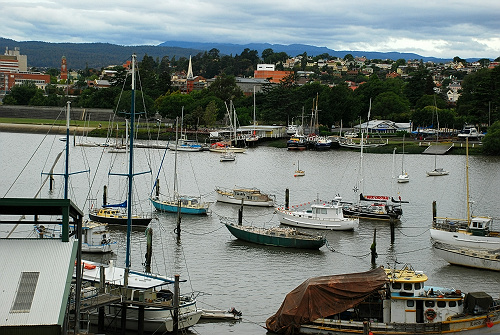
俯瞰北爱斯柯河和朗塞斯頓河口
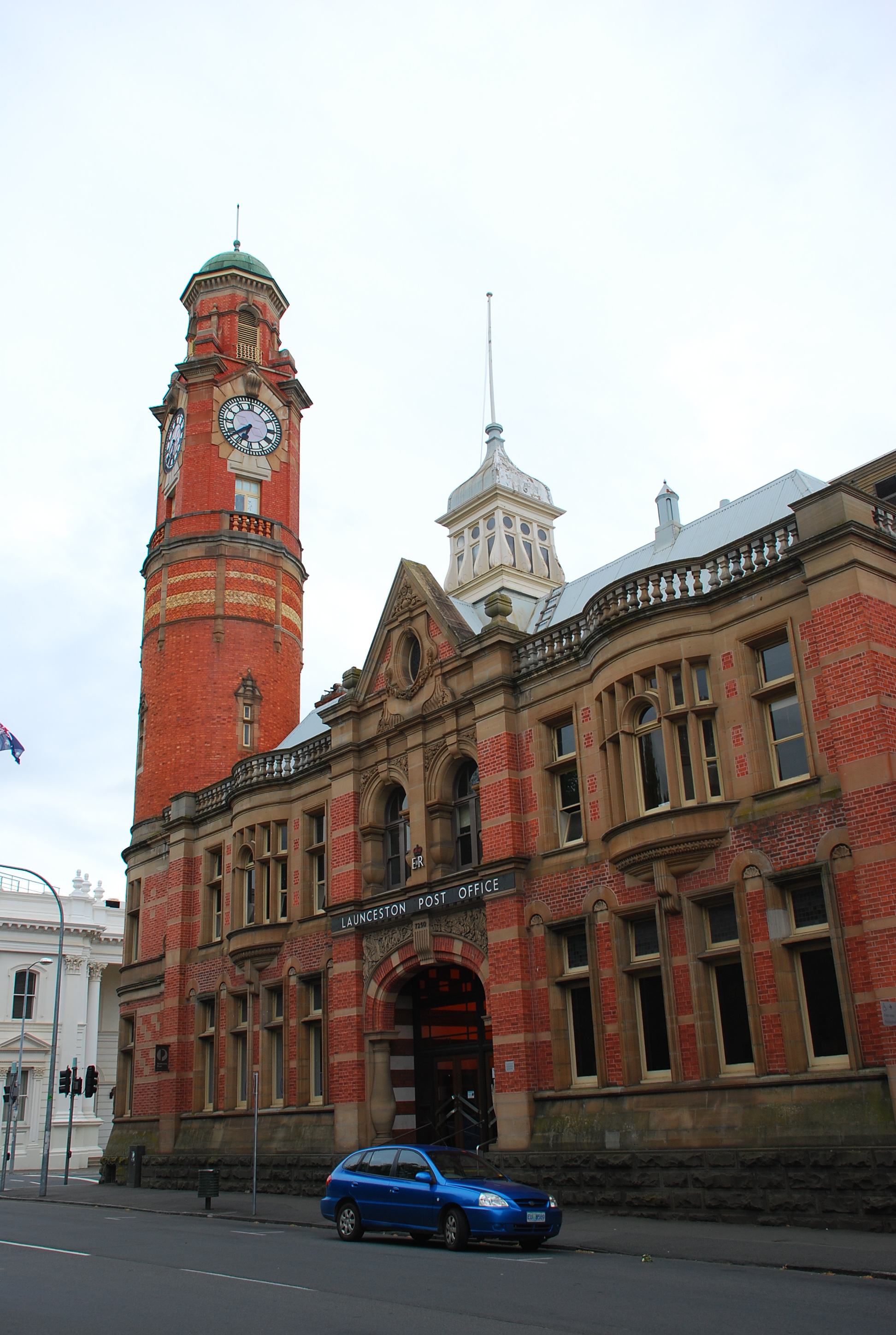
朗塞斯頓邮局
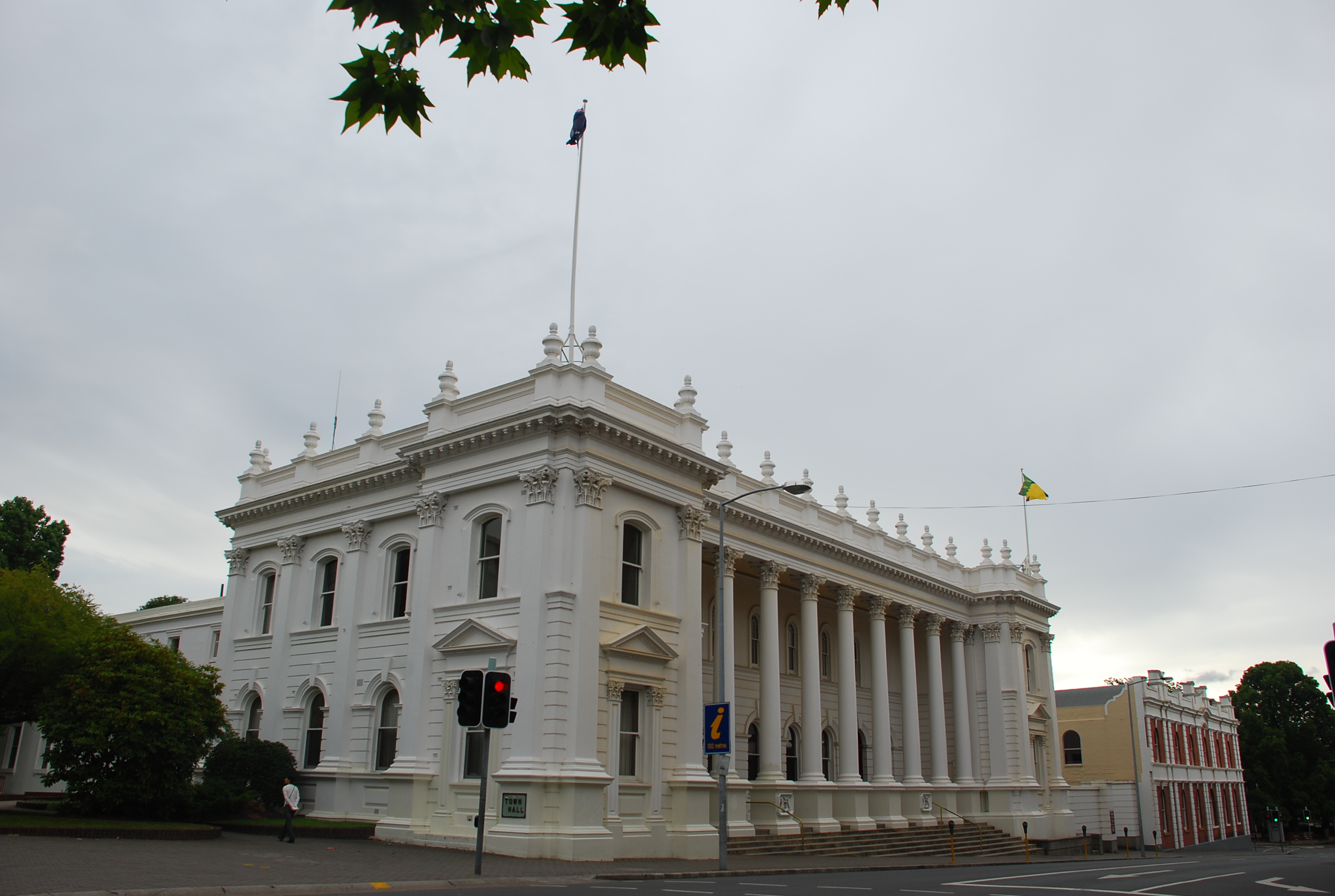
朗塞斯頓市政厅
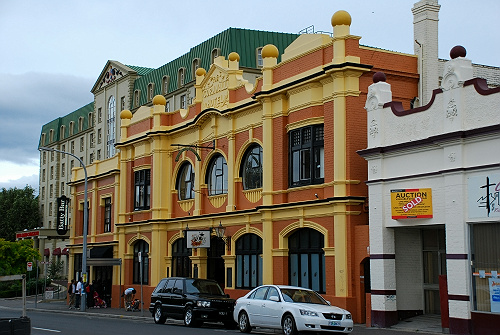
圣诞期间冷清的朗塞斯頓街道
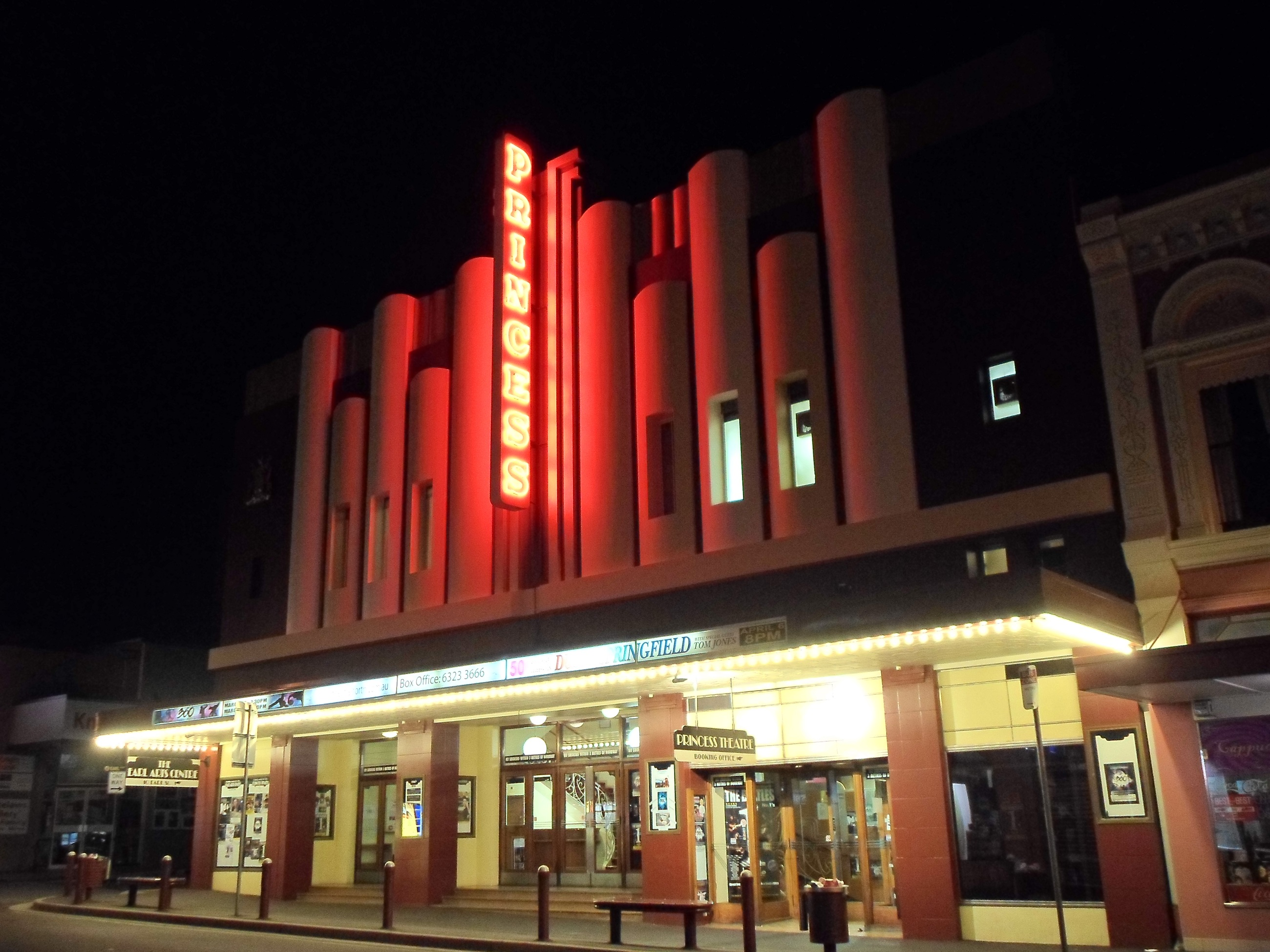
公主剧院
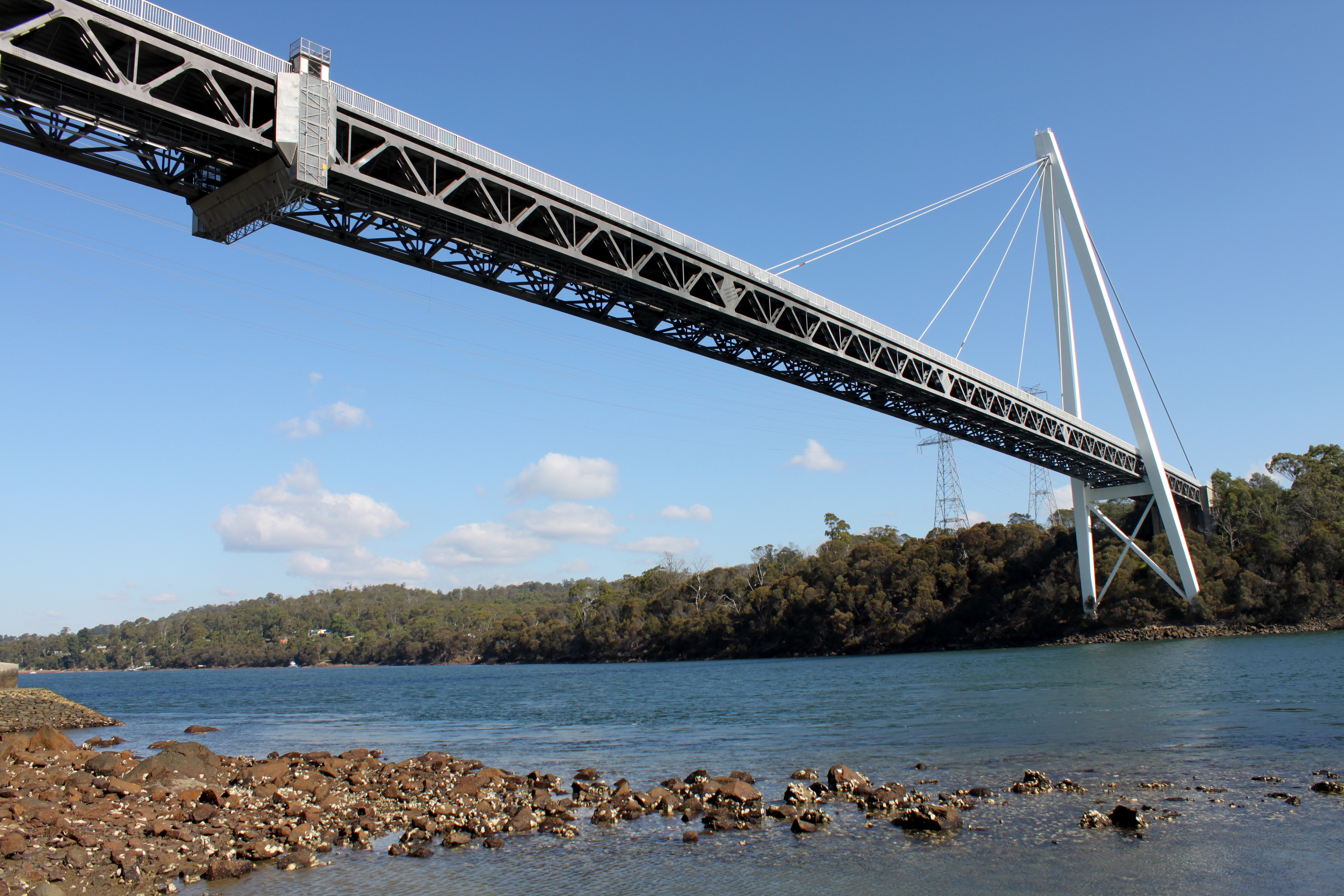
巴特曼桥 (Batman bridge )
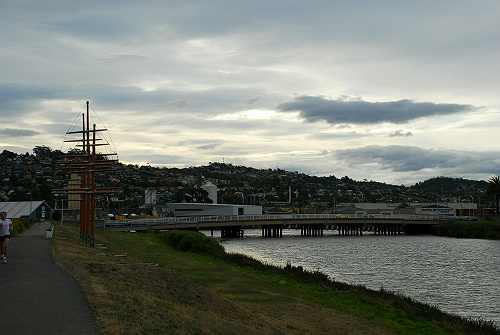
朗塞斯頓北爱斯柯河畔
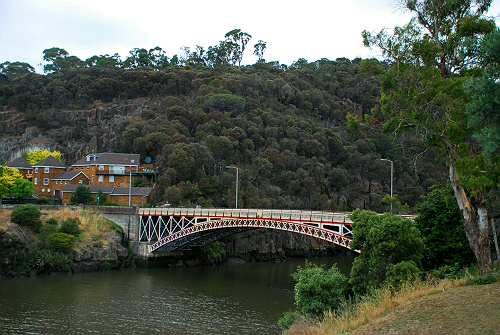
远眺国王桥（Kings Bridge）和奔流峡谷（Cataract Gorge)
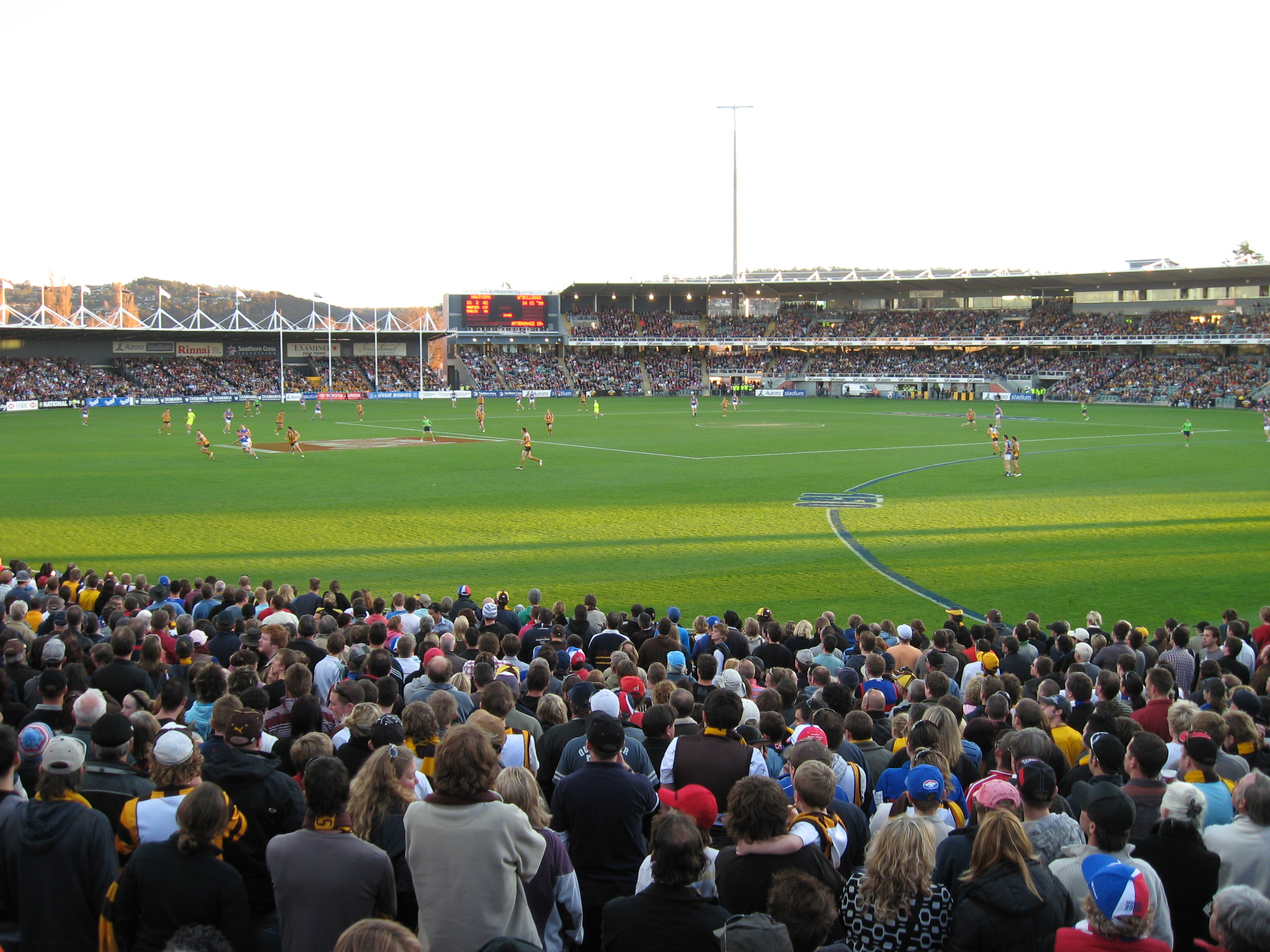
塔斯马尼亚大学体育场，可容纳 20,000 人，建于 1873 年
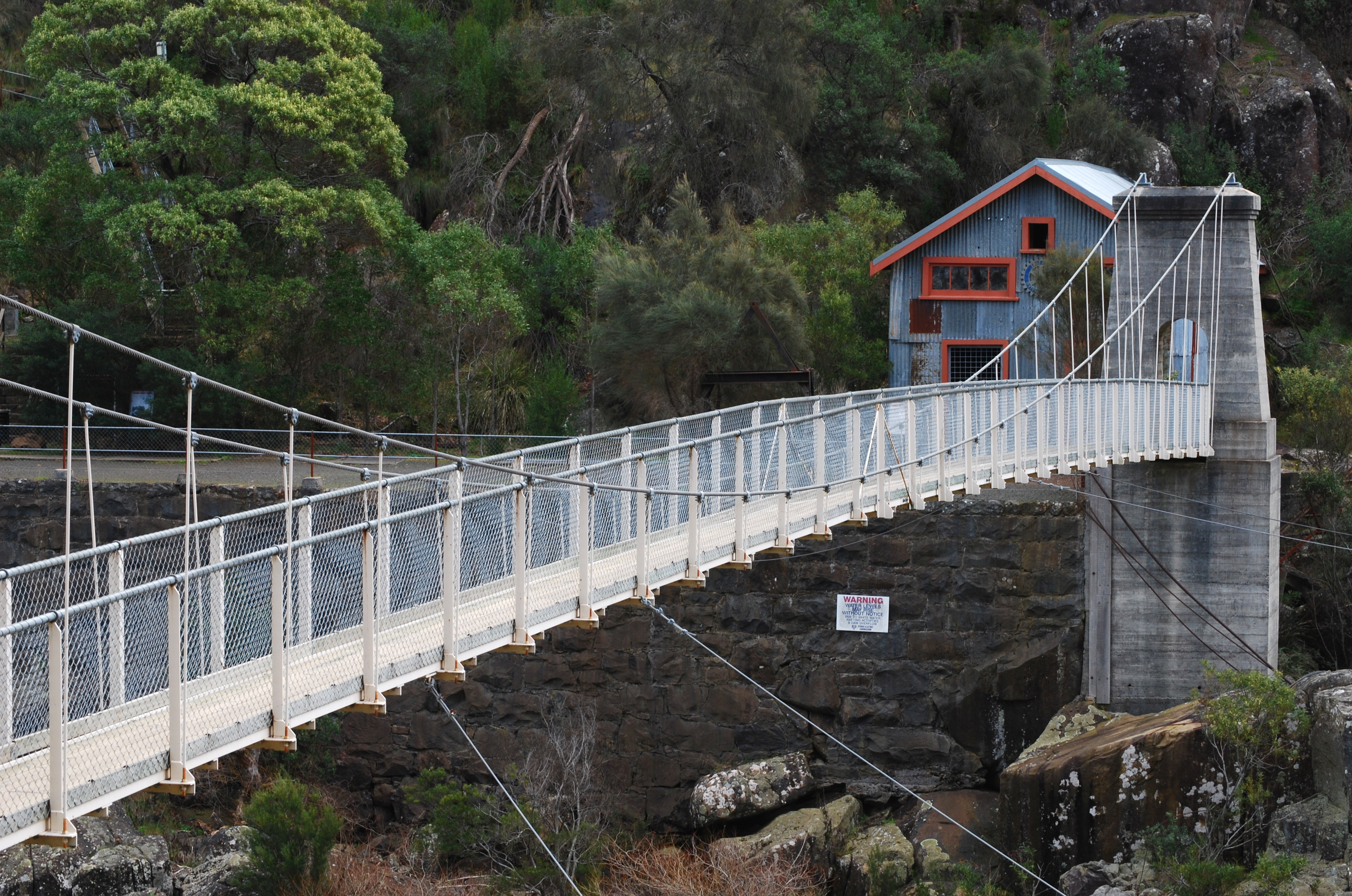
鸭子急流桥
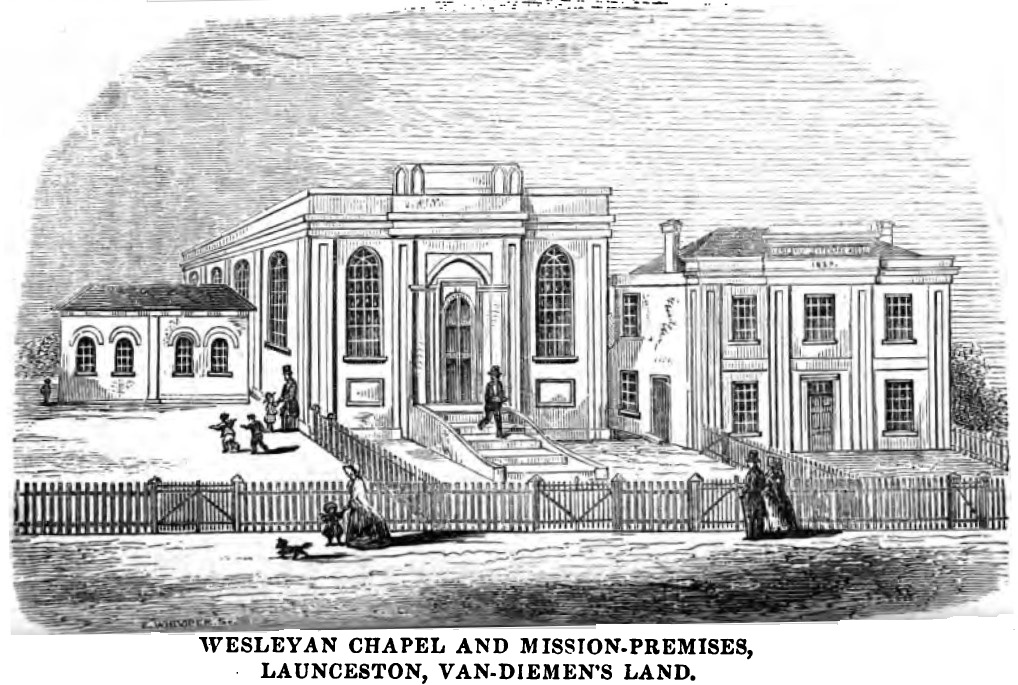
卫斯理教堂, 1855 - 最初，该定居点被称为 Patersonia
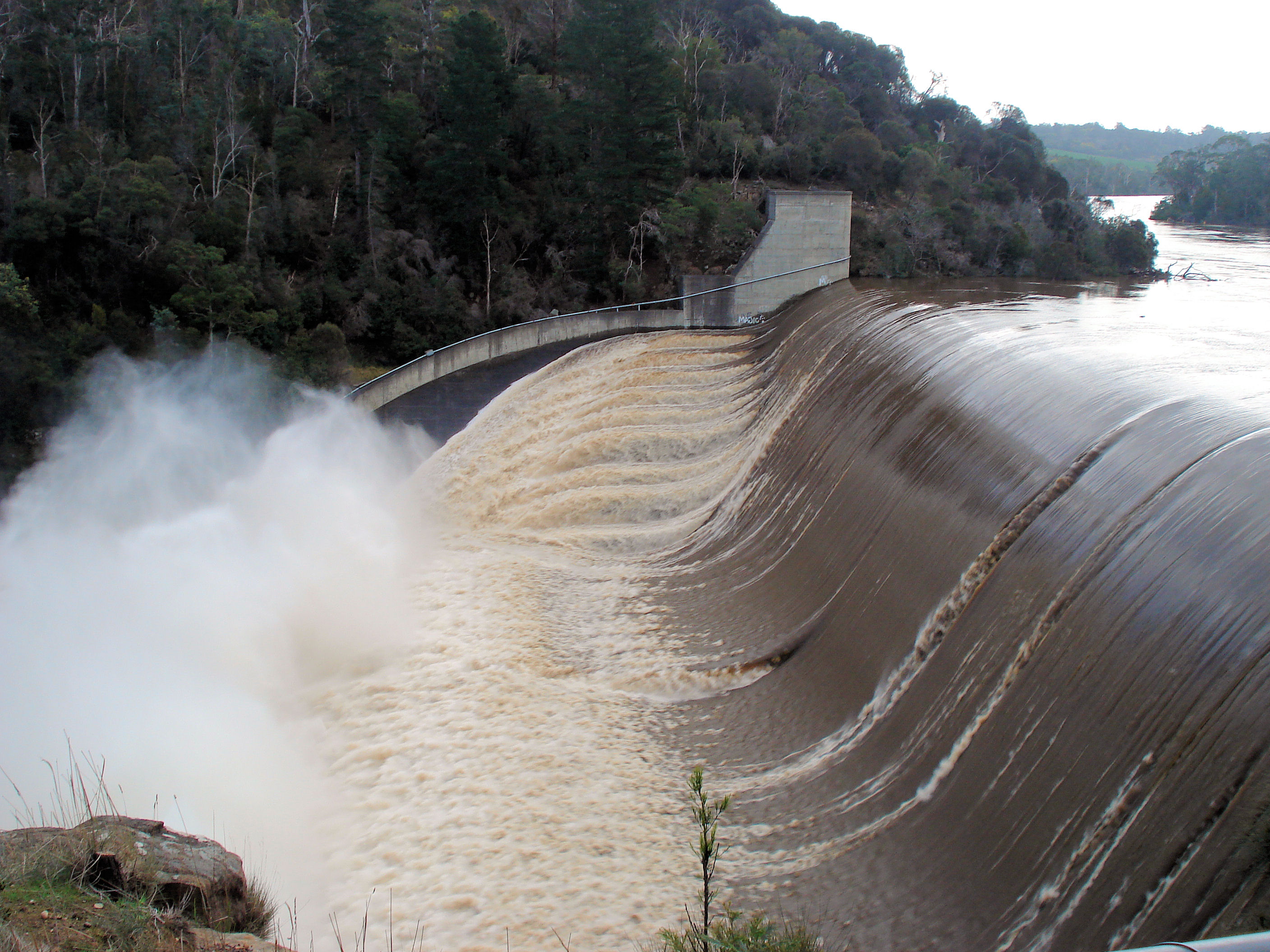
特雷瓦林大坝
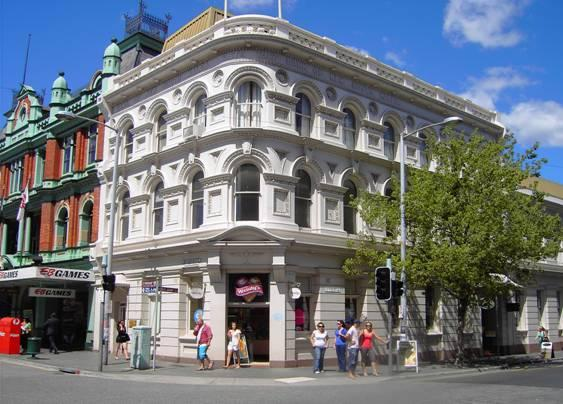
银行
南埃斯克河和北埃斯克河的汇流处
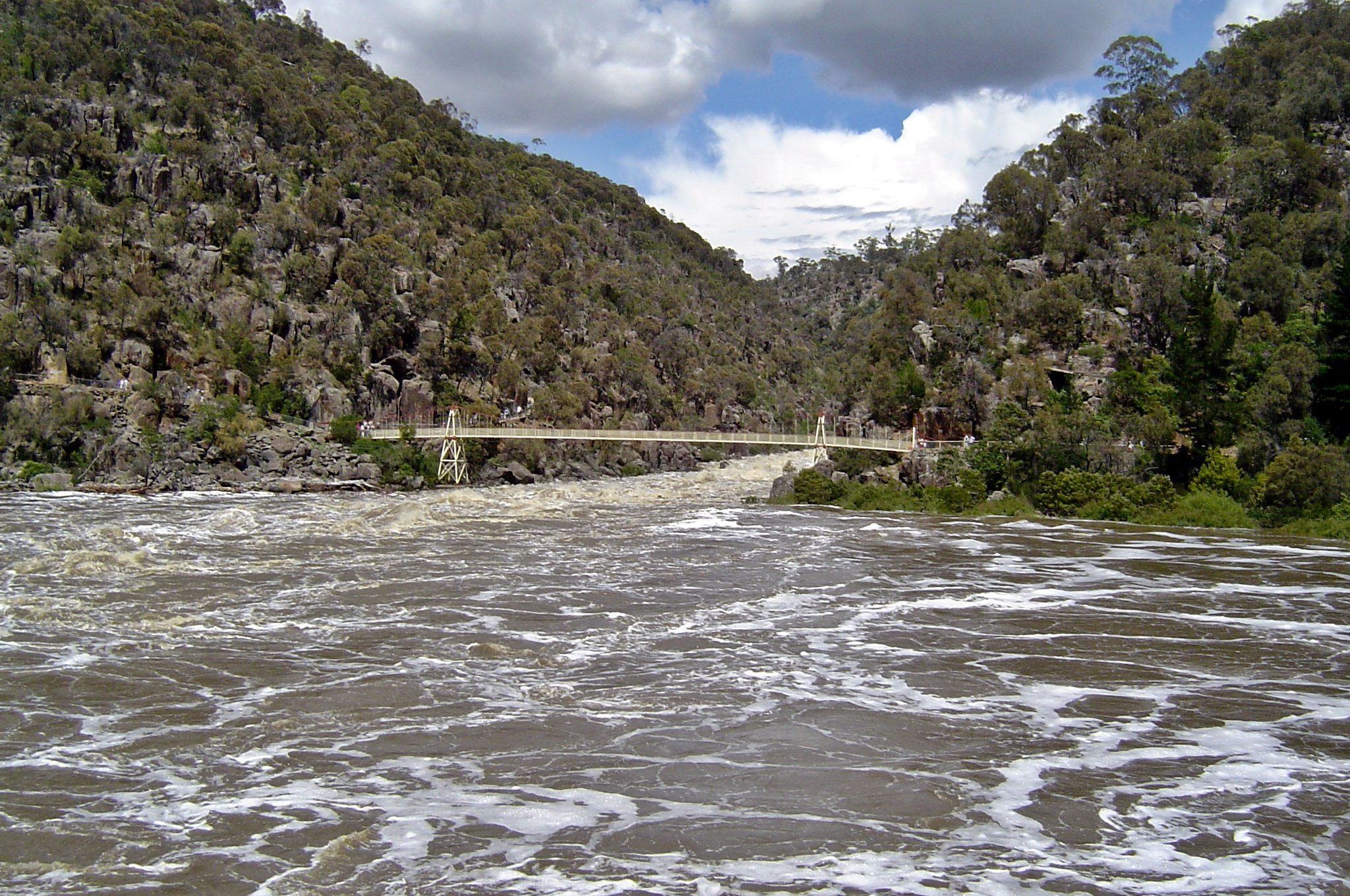
峡谷
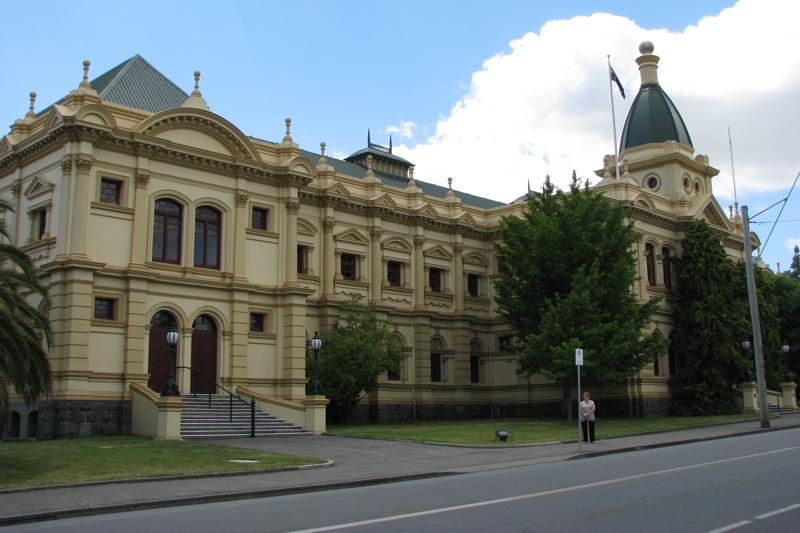
文物陈列馆
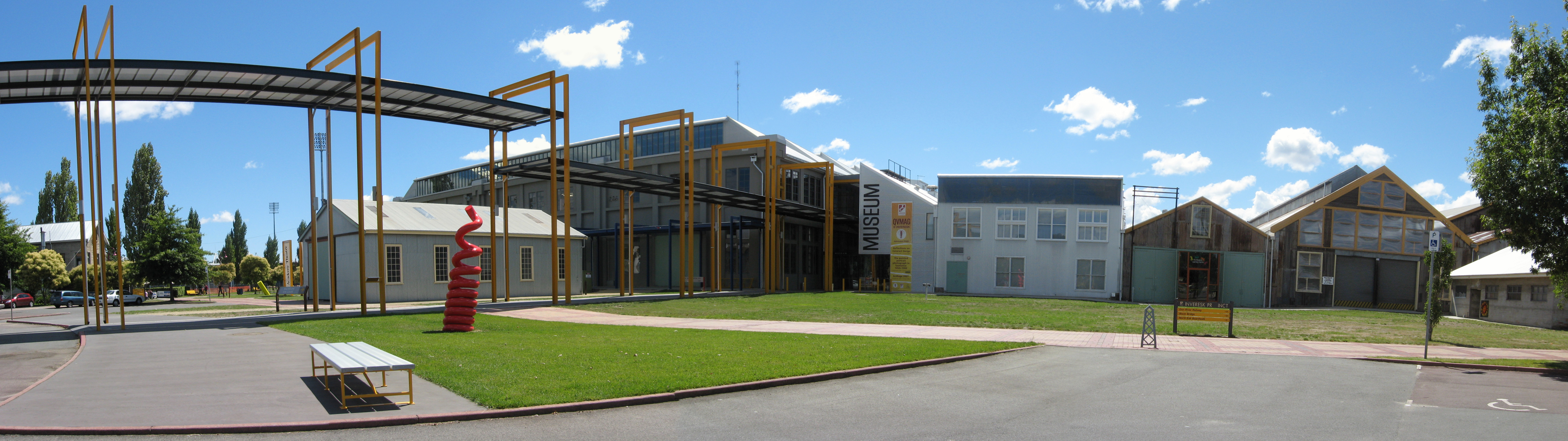
以维多利亚女皇命名的城市博物馆,1891年
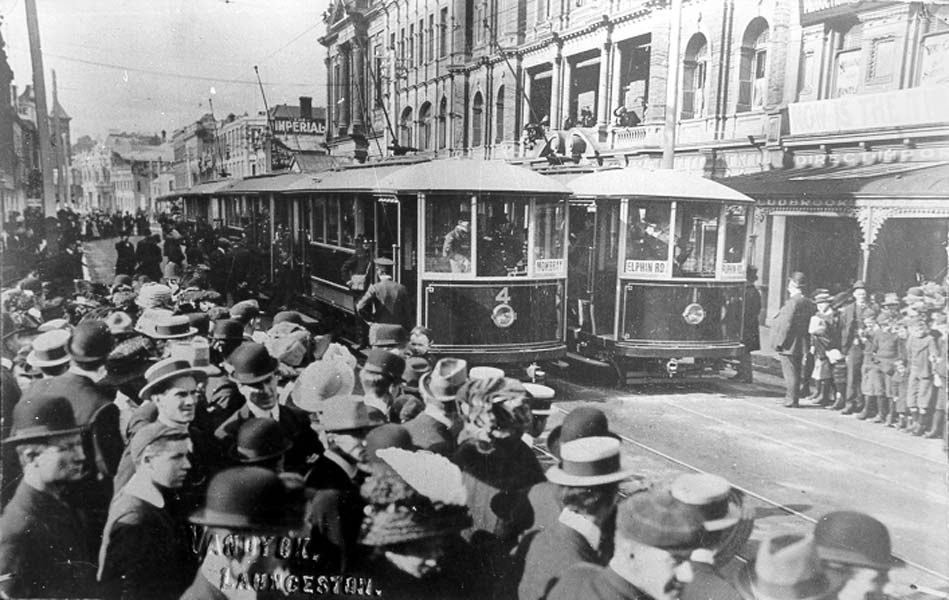
1911 年的朗塞斯顿有轨电车
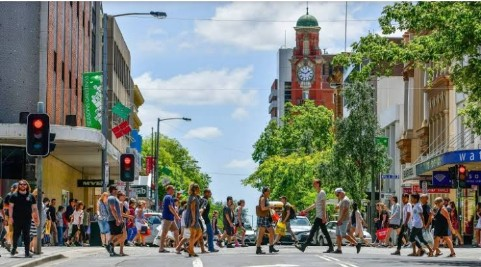
布里斯班街，受欢迎的购物街
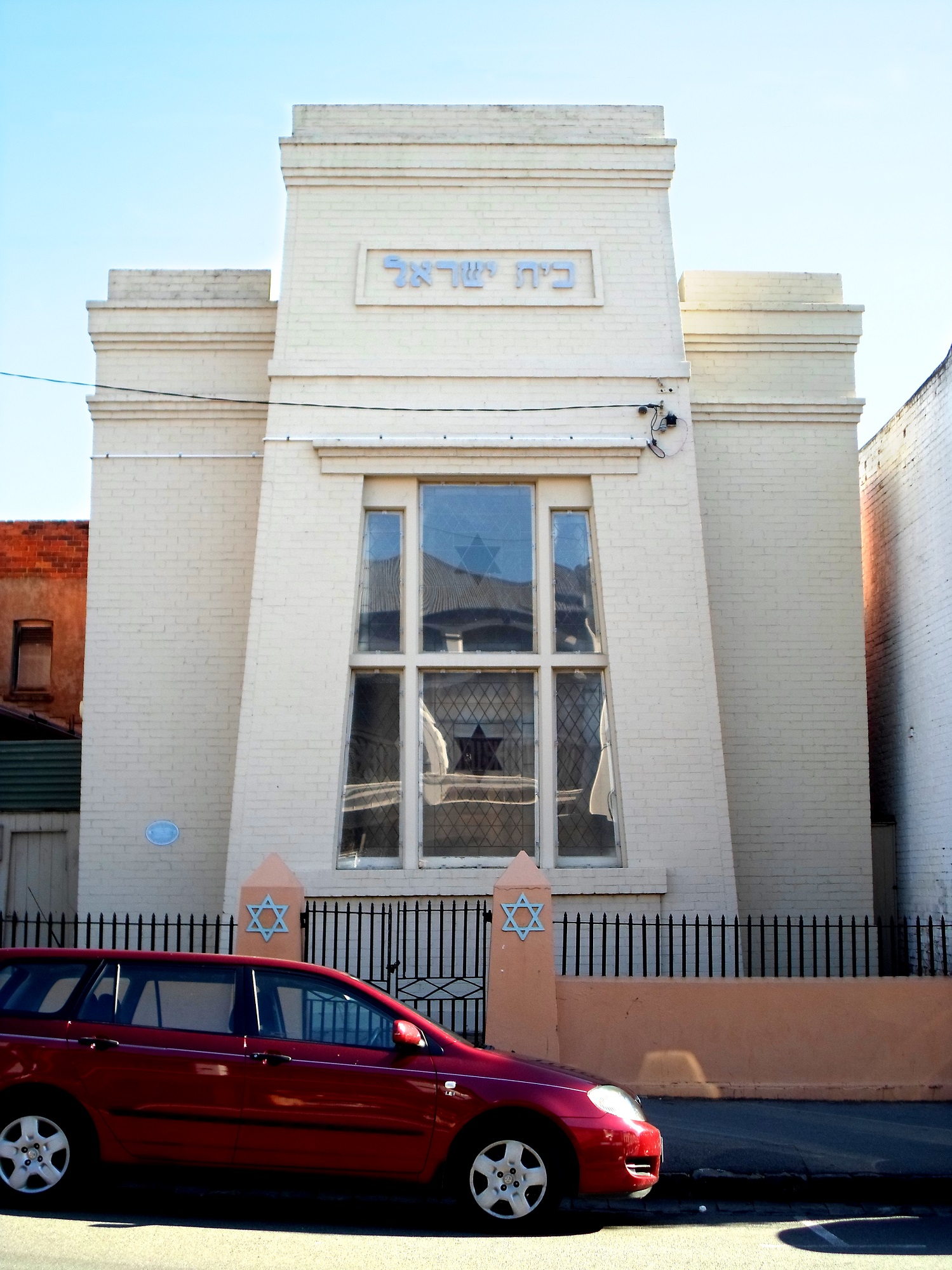
朗塞斯顿犹太教堂，建于 1841 年
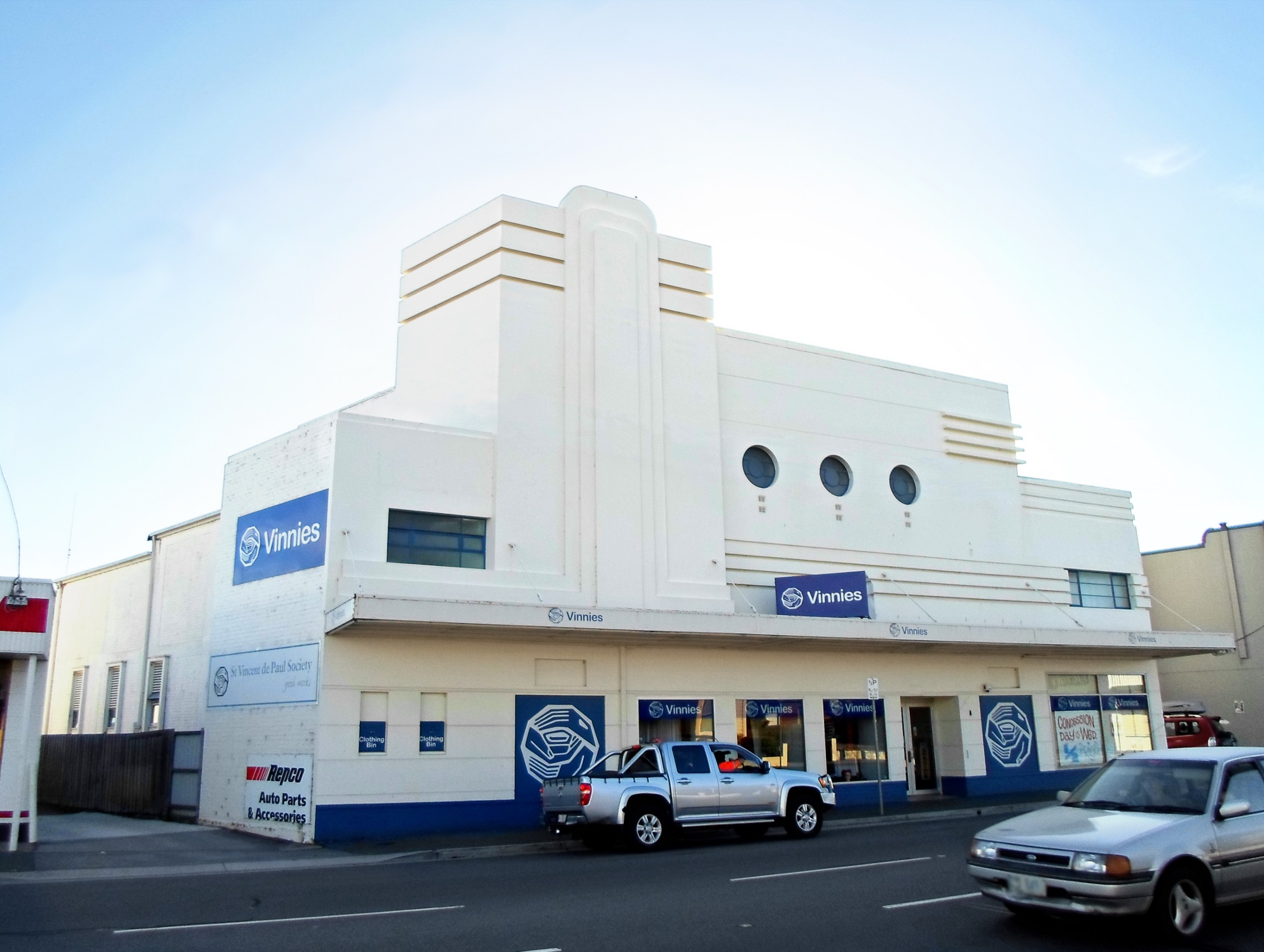
前明星剧院
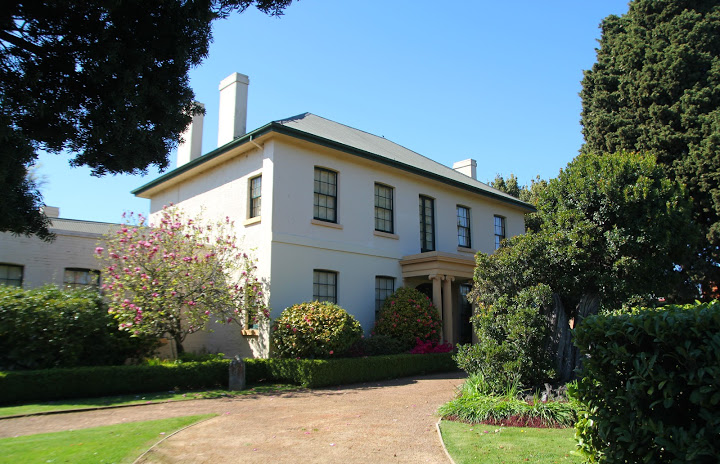
富兰克林庄园
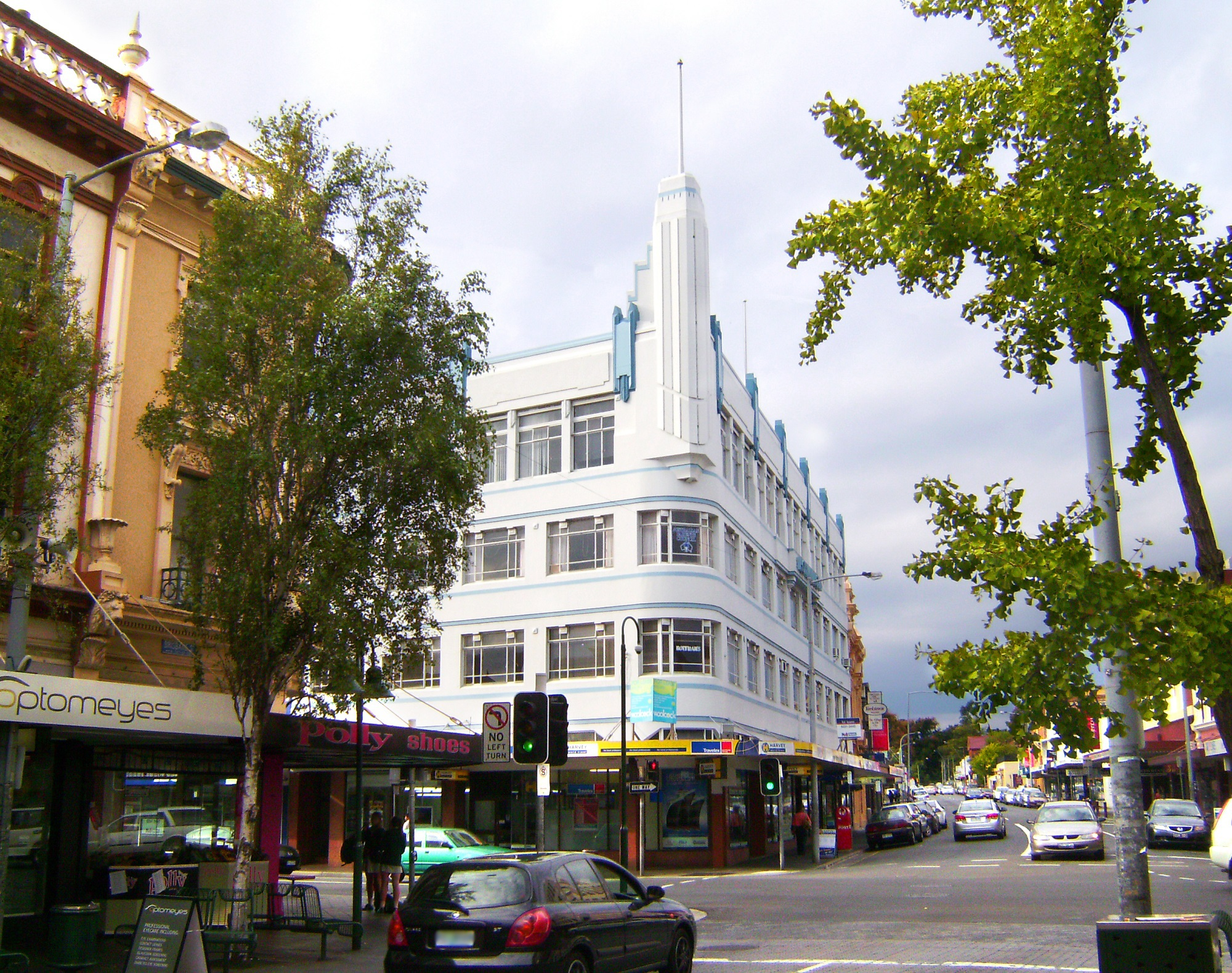
圣人庙建筑
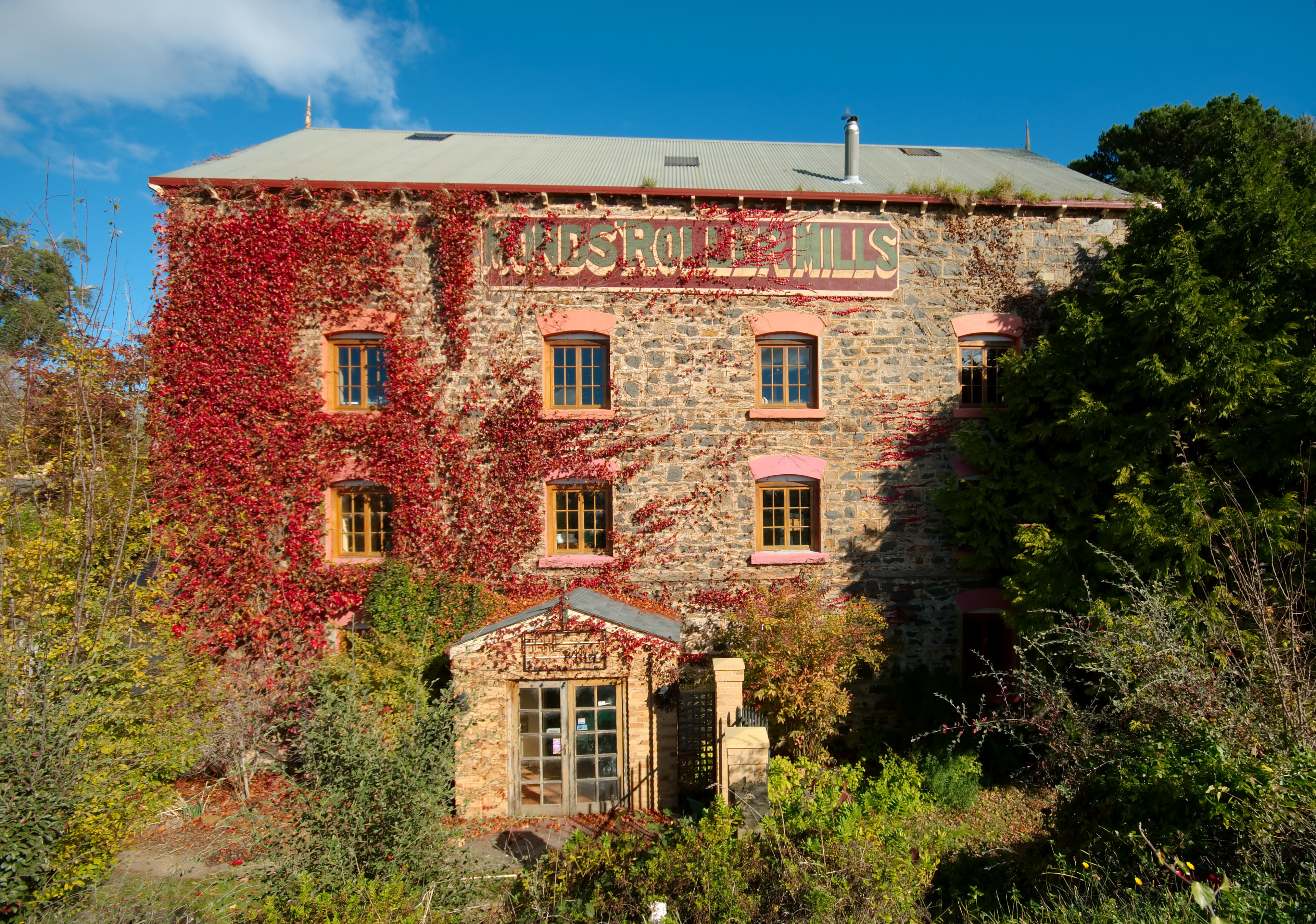
历史悠久的磨坊
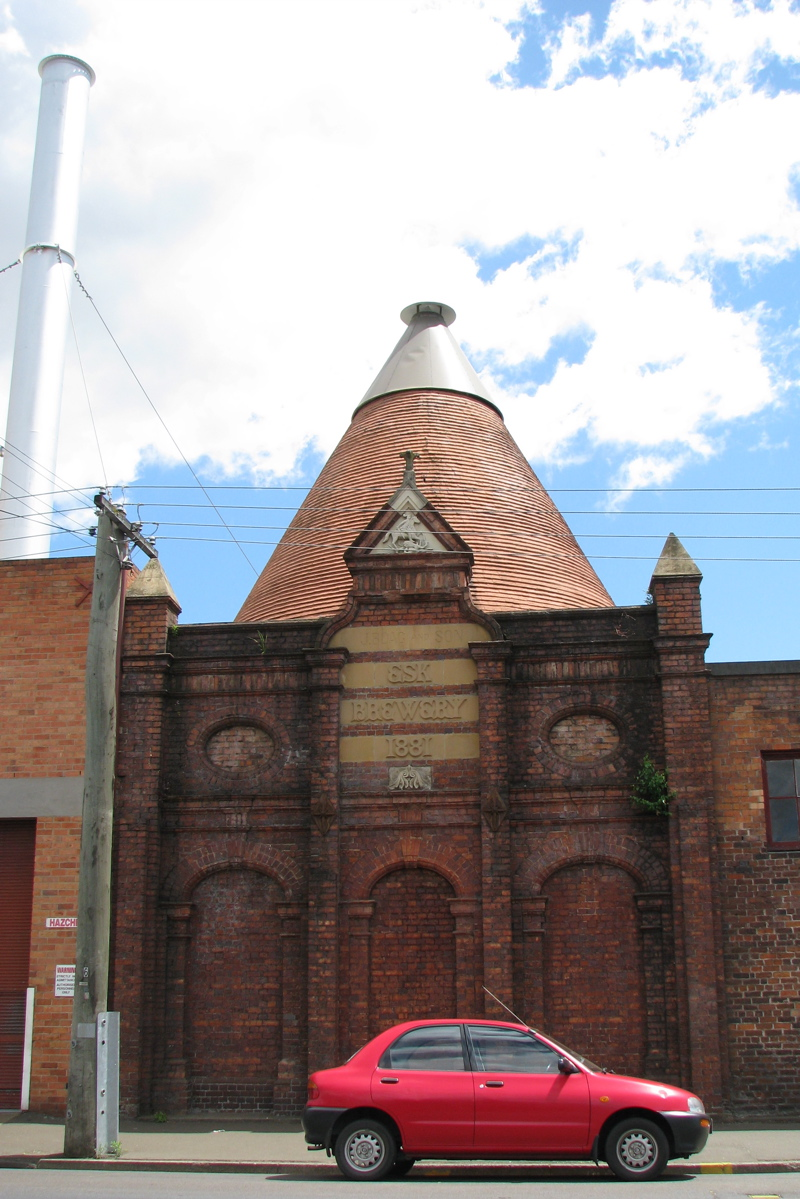
1881 年著名的 Boag 啤酒厂建筑
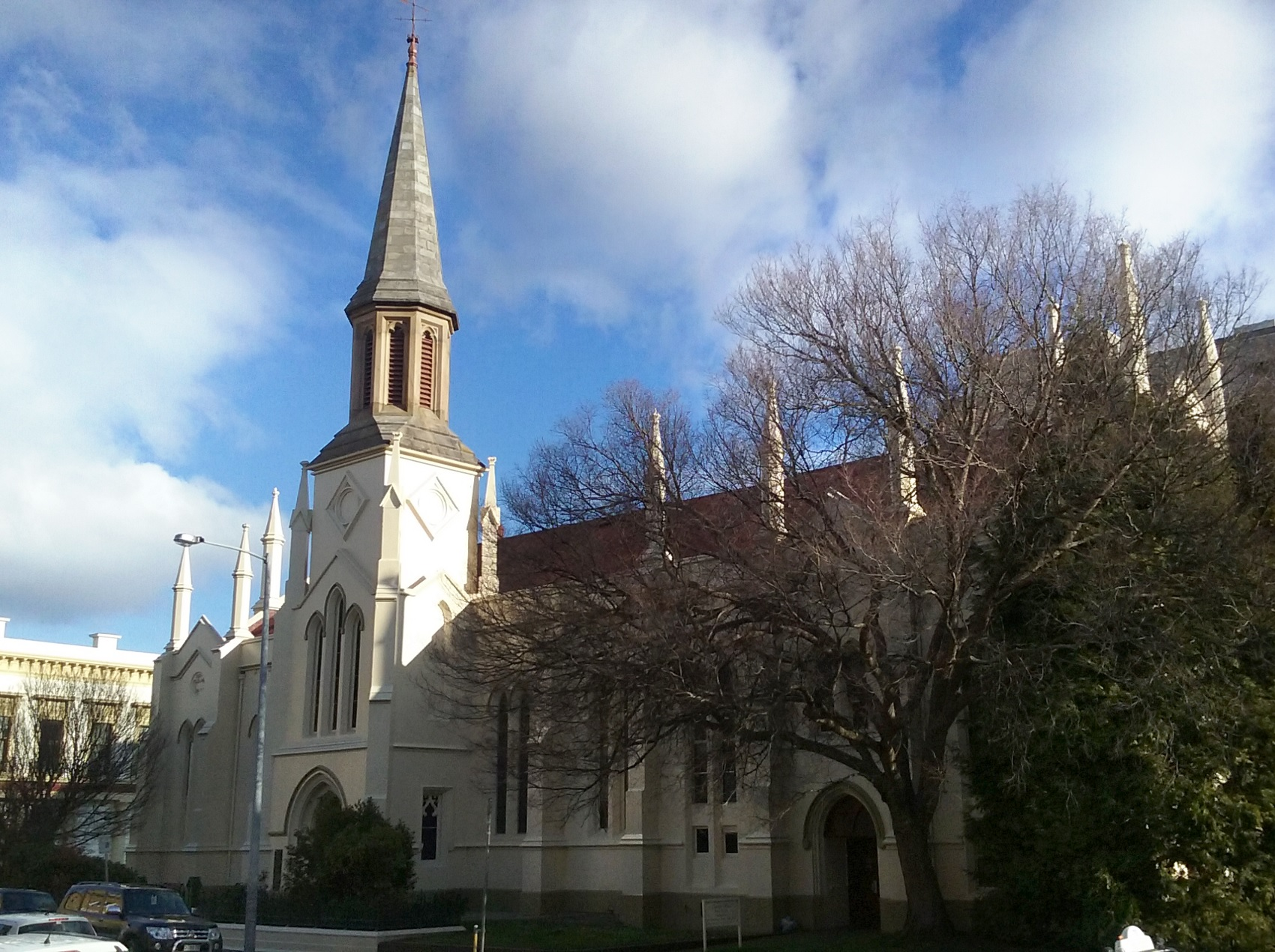
圣安德鲁斯柯克
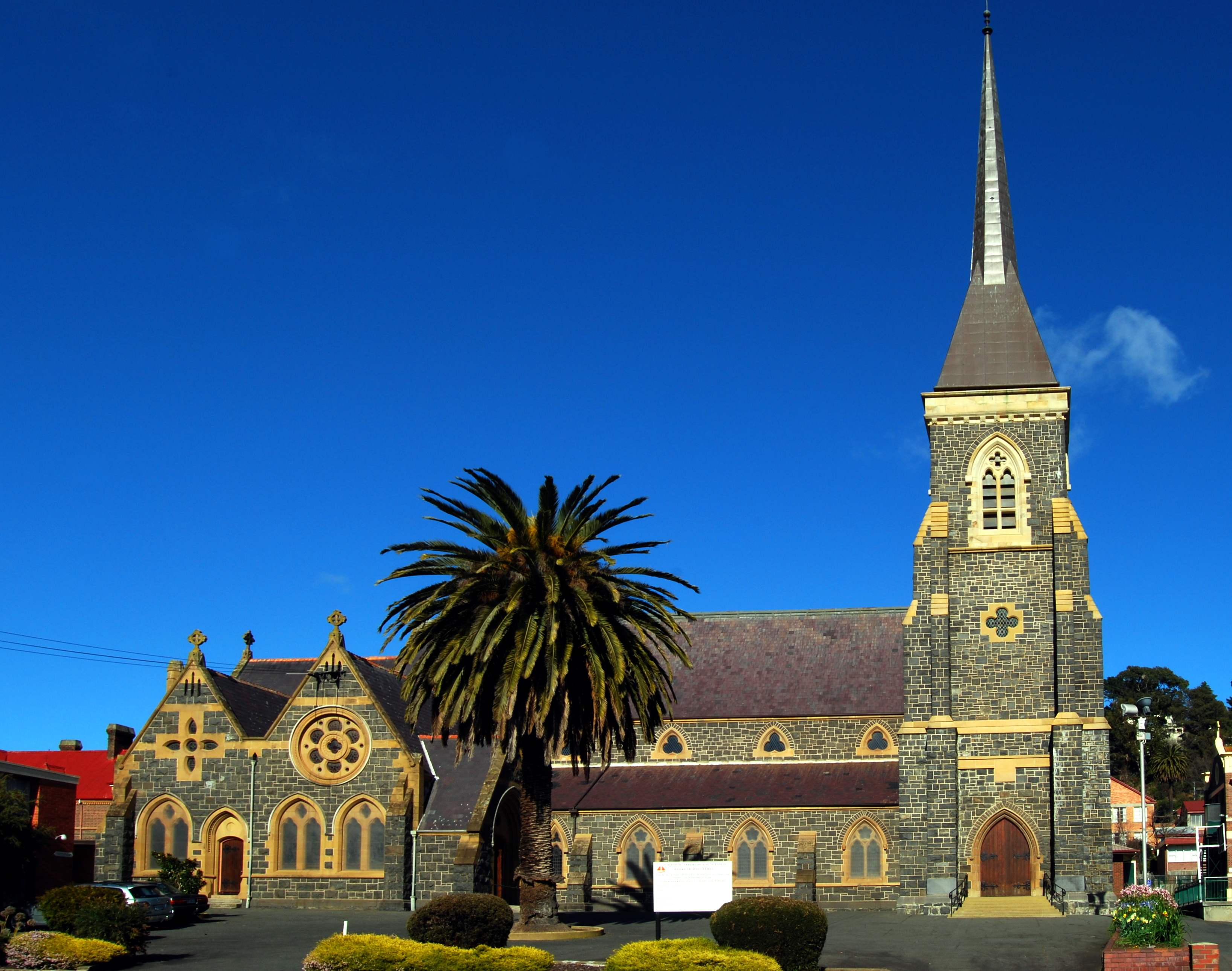
十二使徒教堂
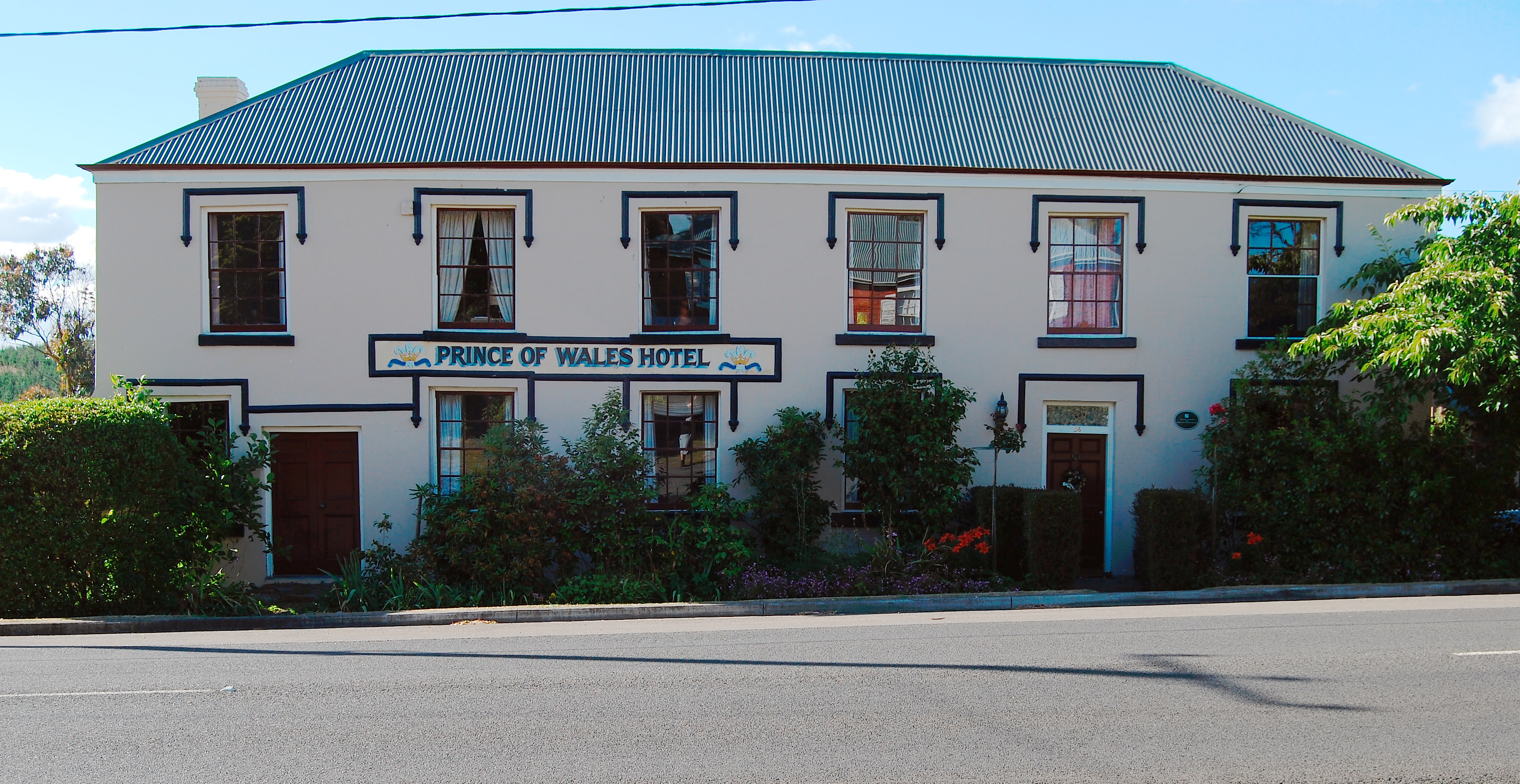
历史悠久的威尔士亲王旅馆
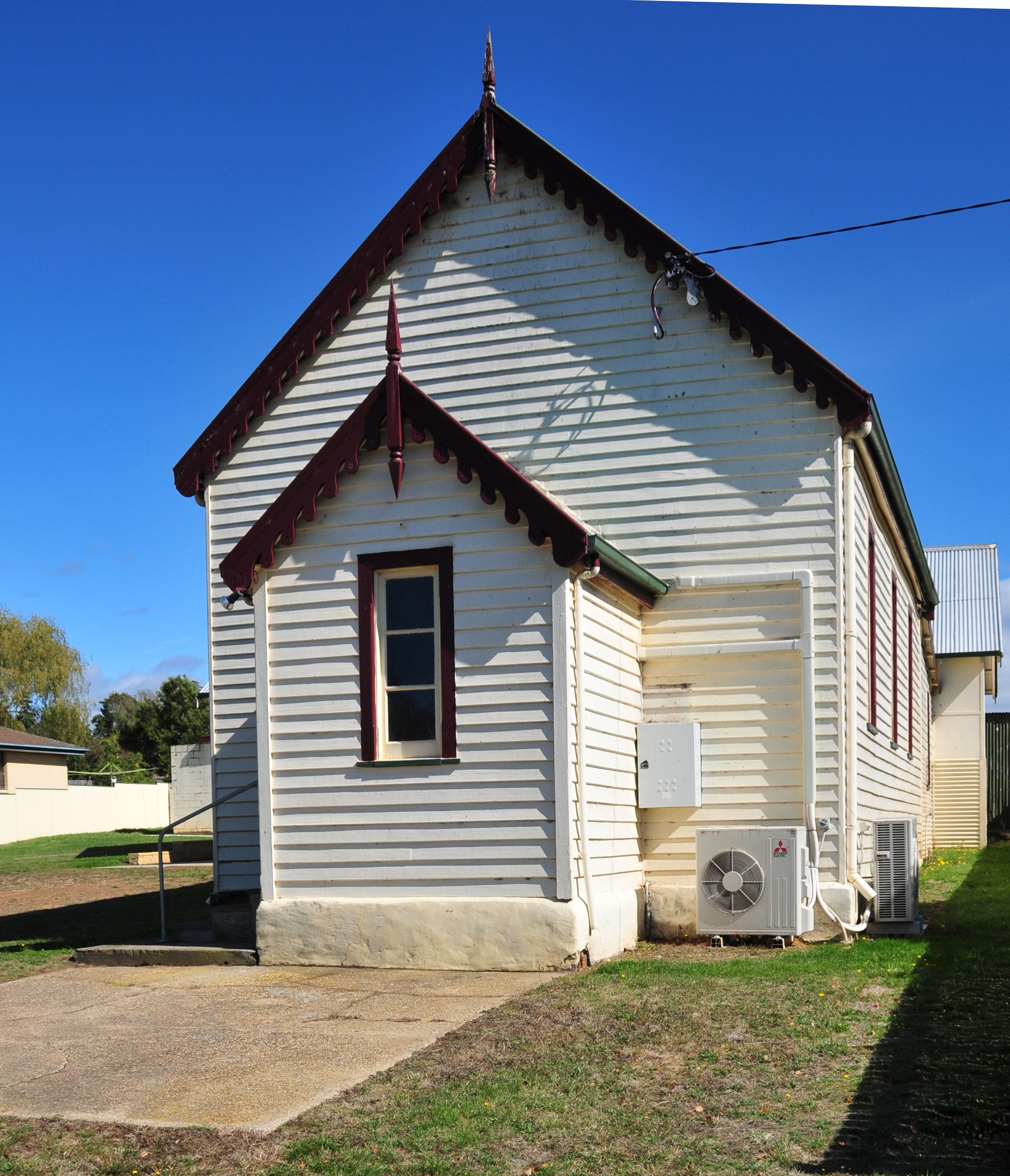
布拉克内尔山景教堂
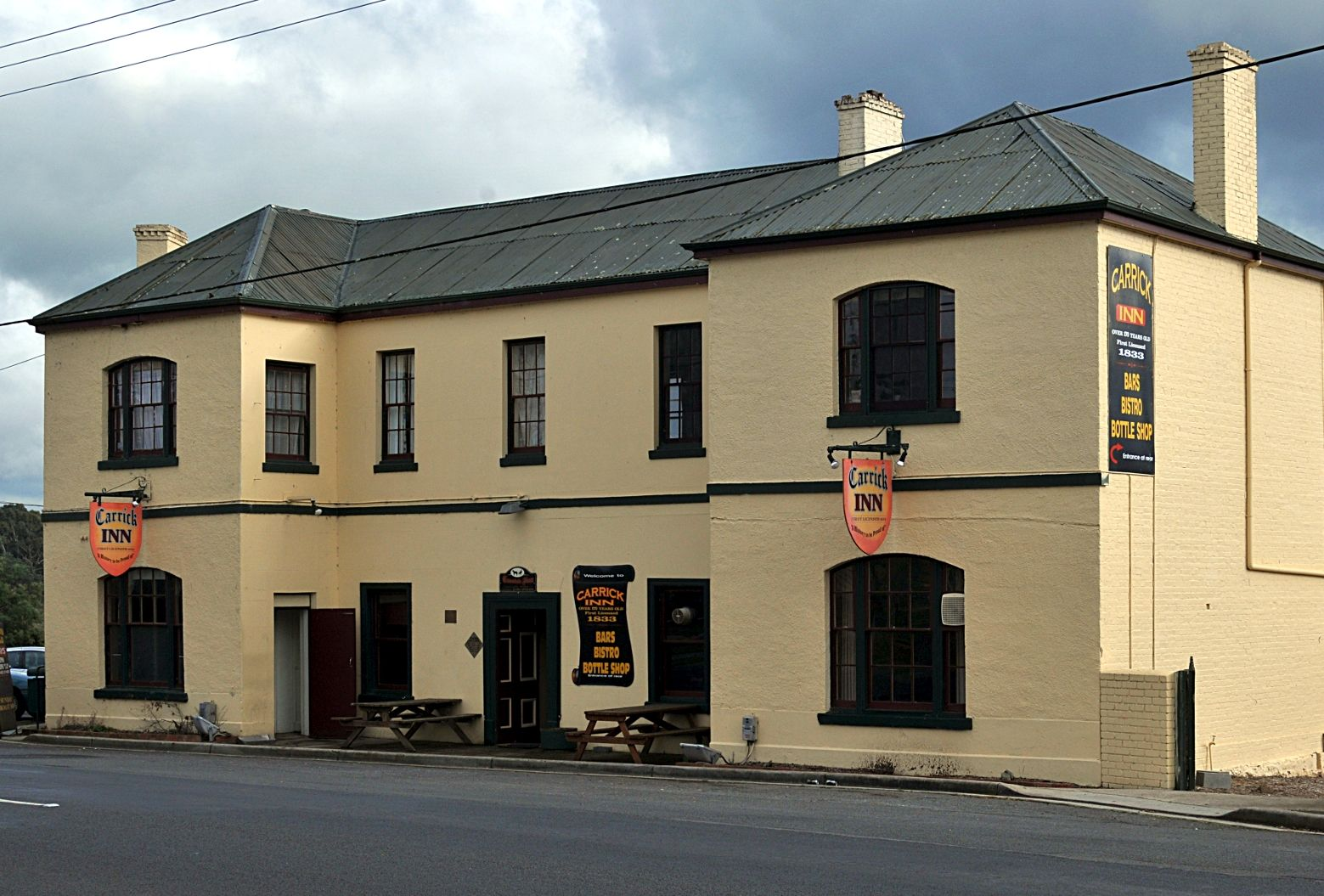
卡里克 1833 年酒店
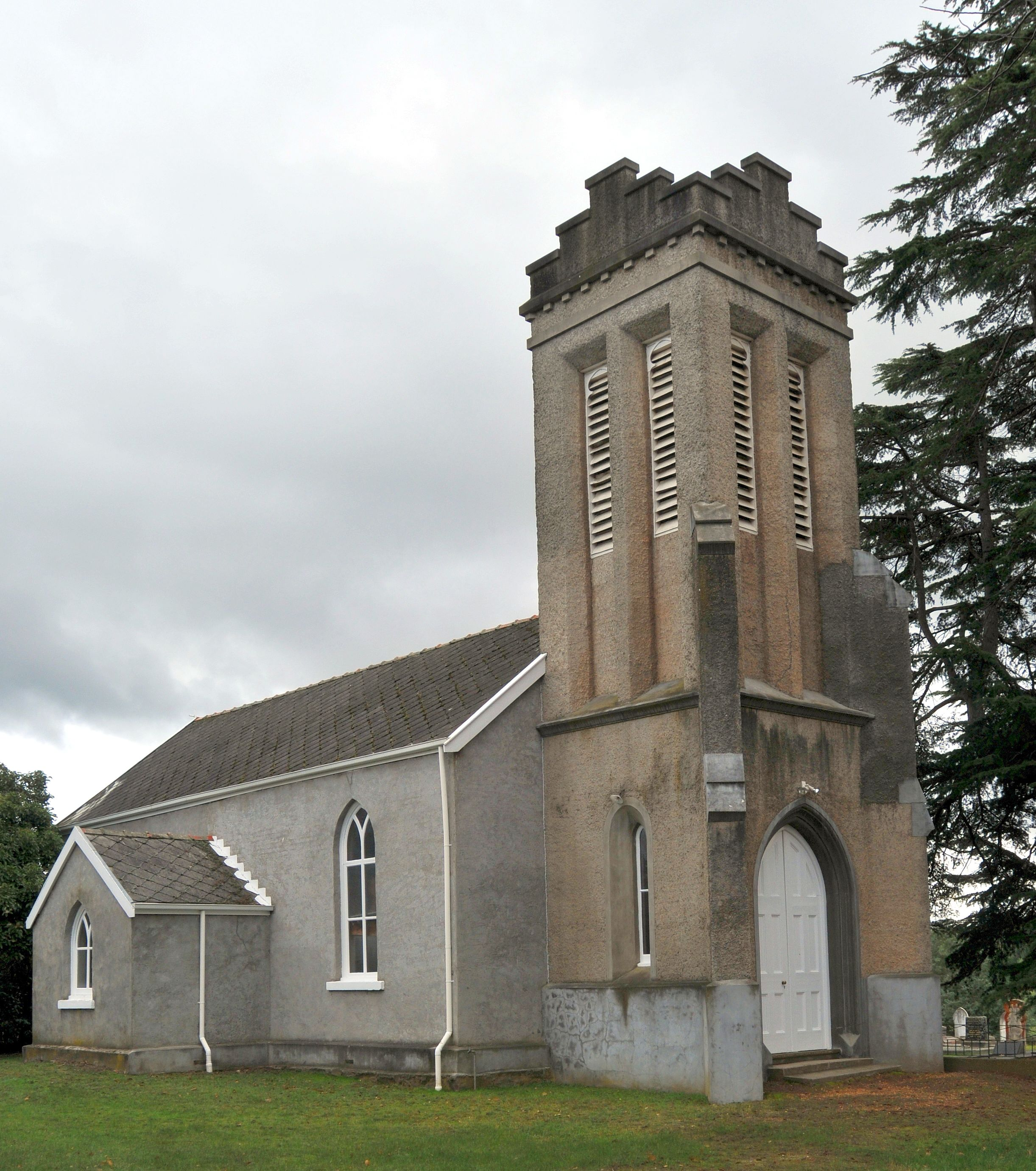
山间教堂
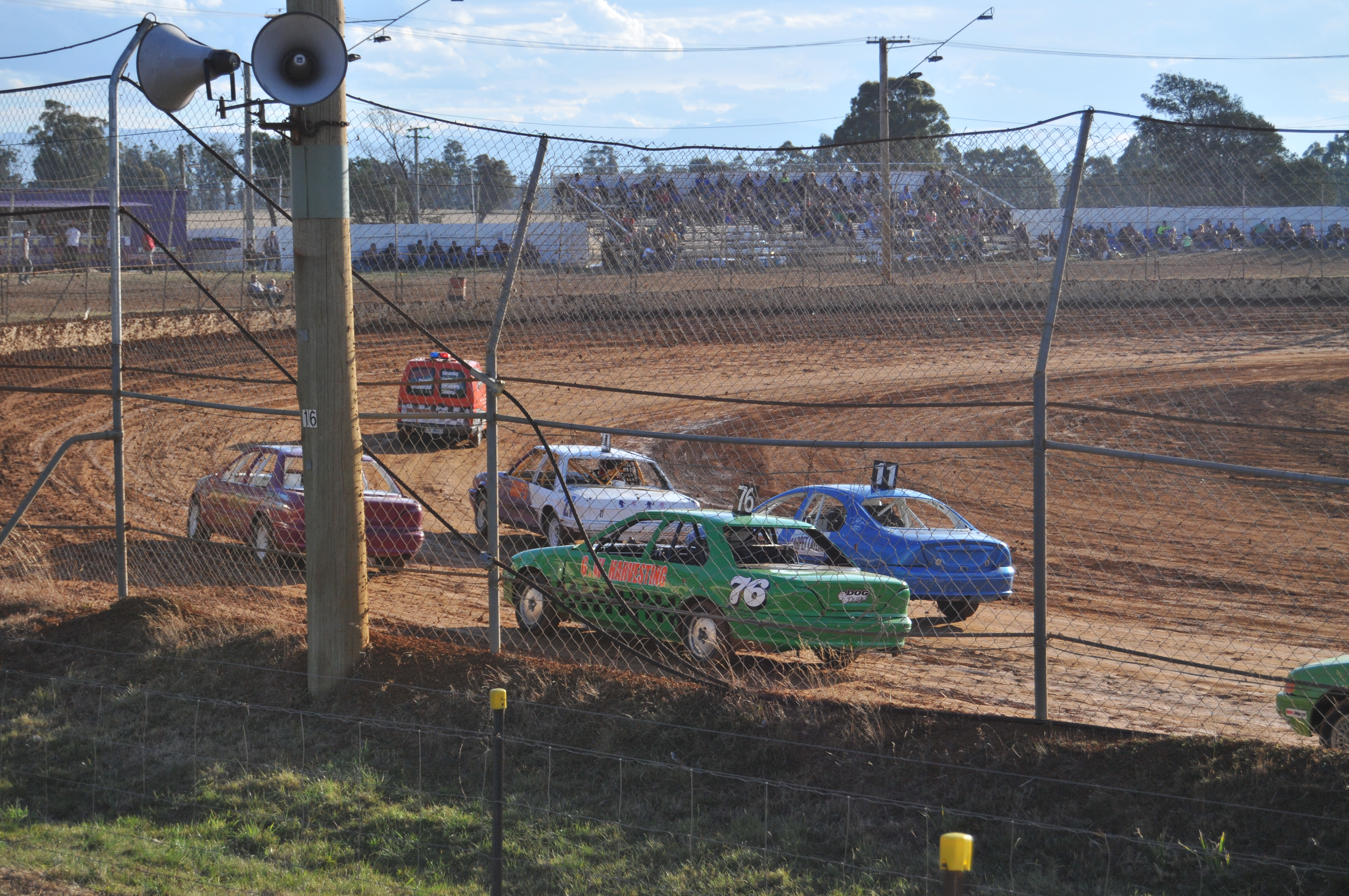
山地泥土赛车
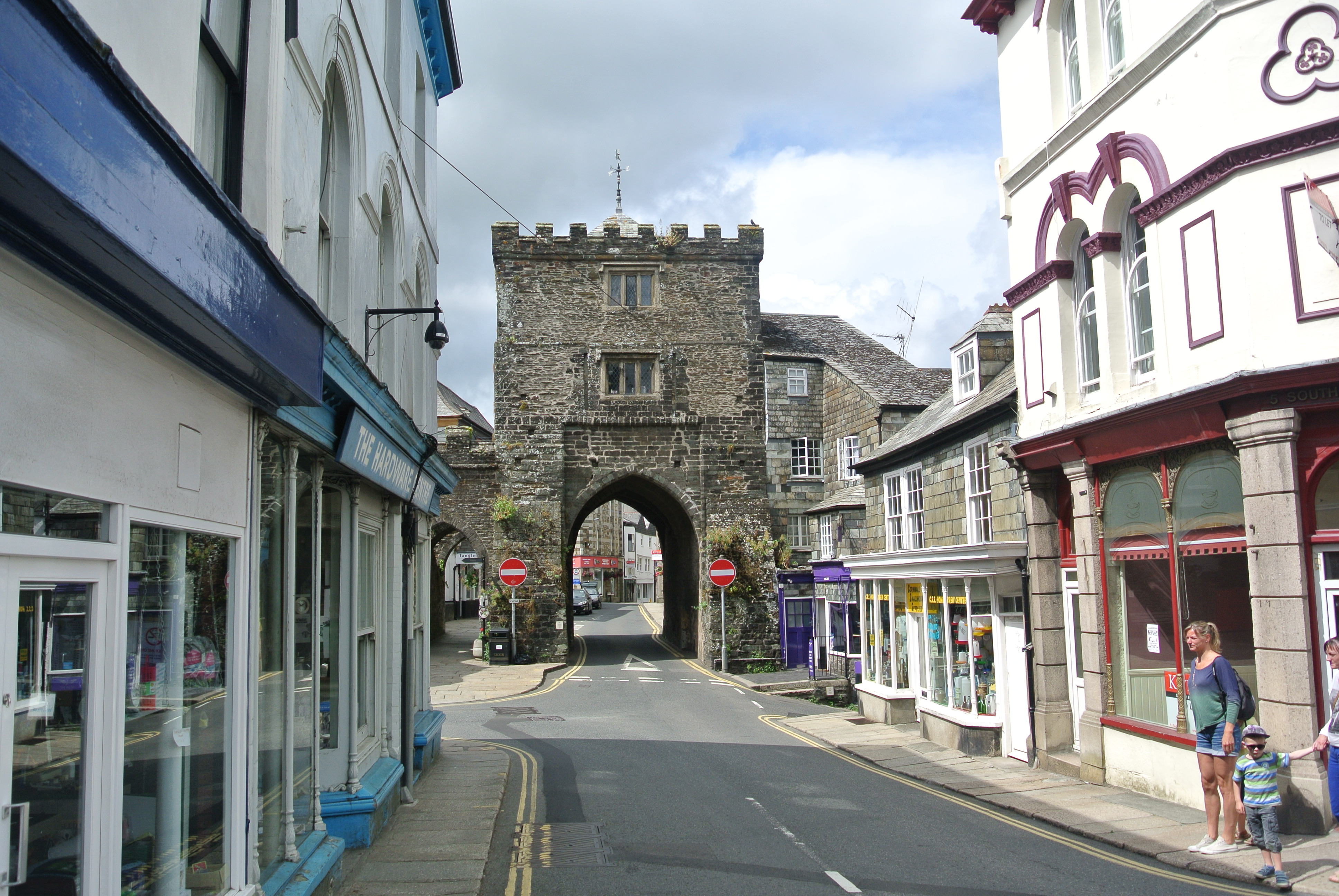
旧门
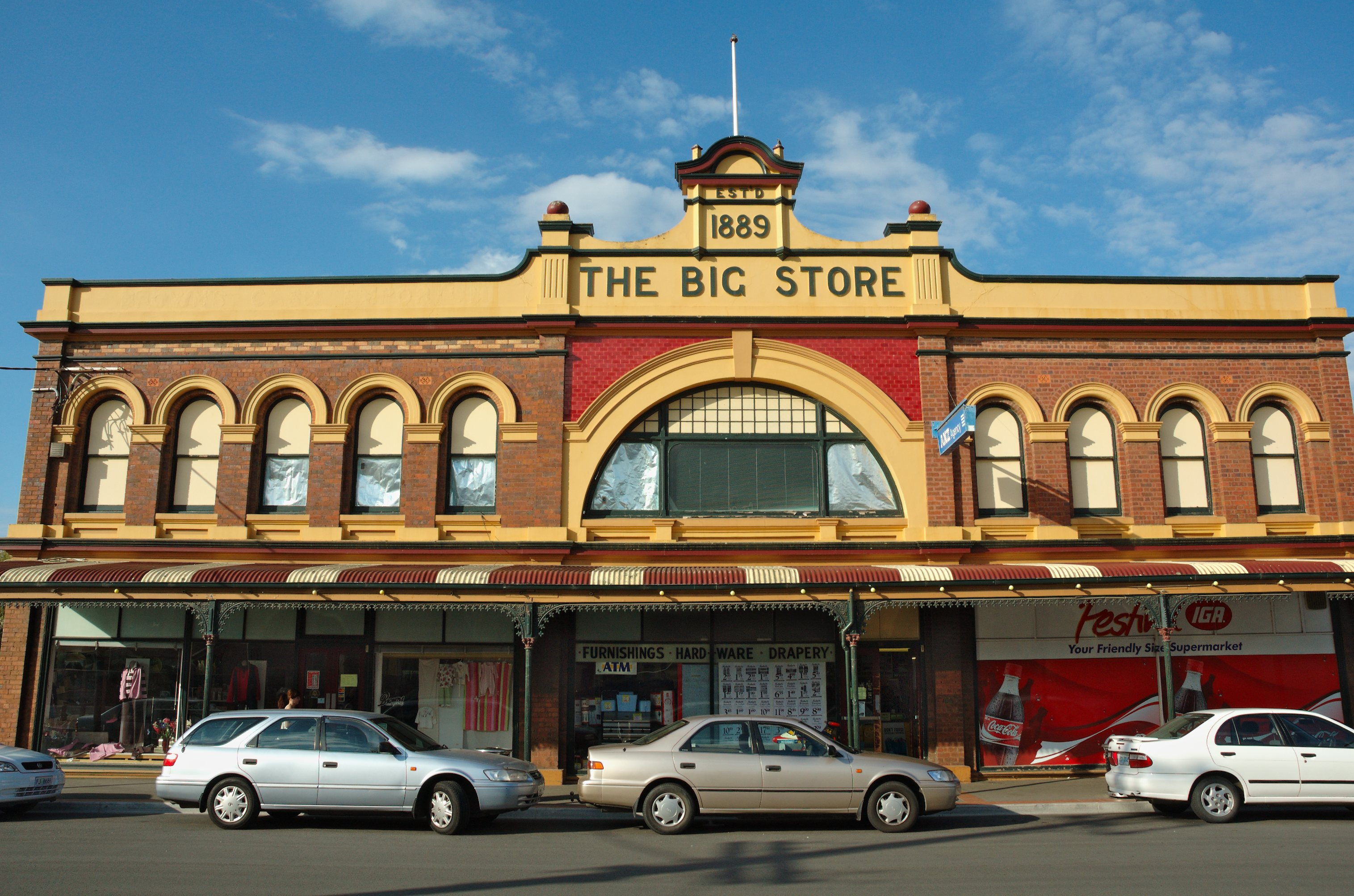
旧的“大棕色”百货公司分店
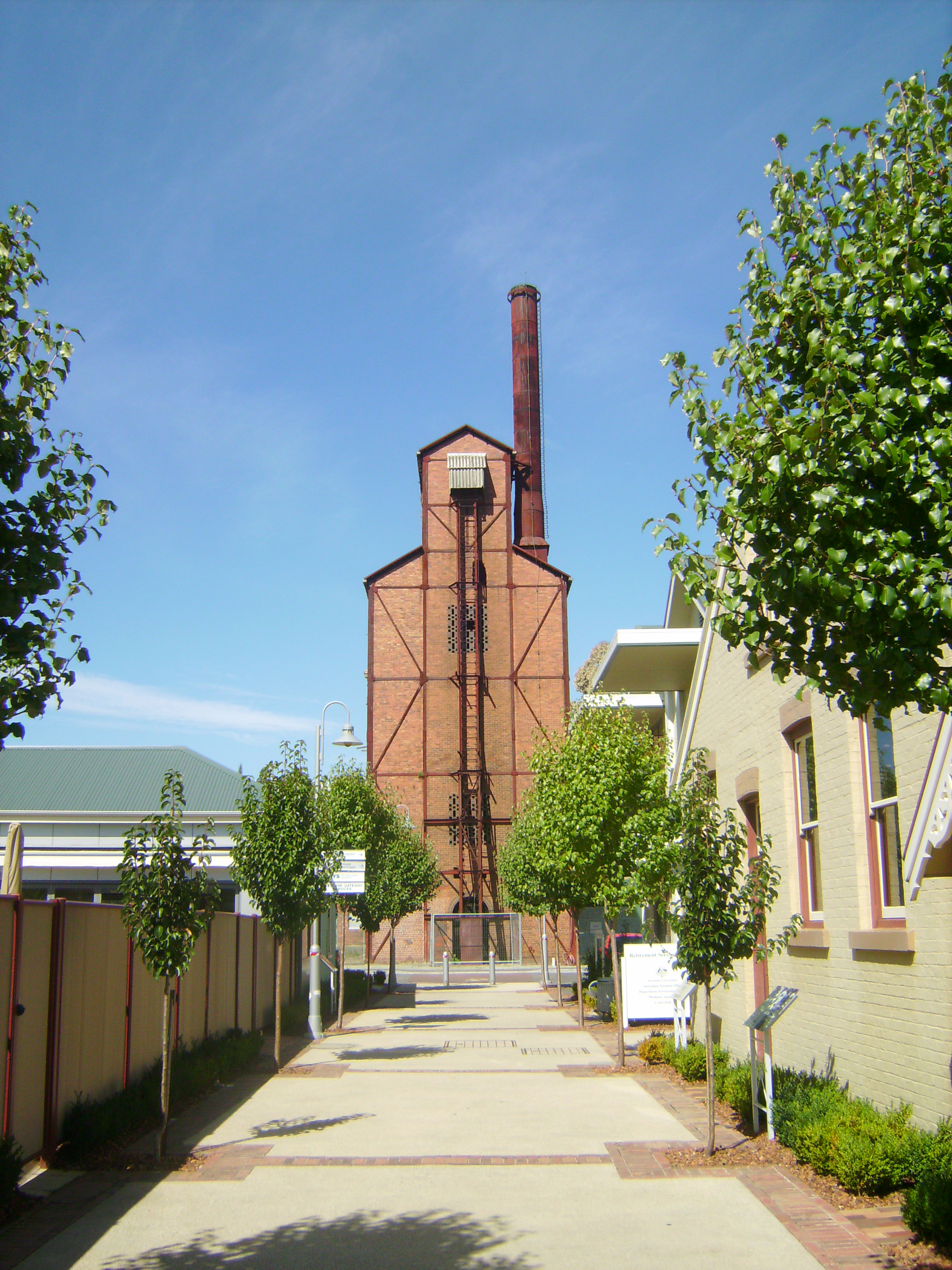
著名煤气厂博物馆, 附近的汽车博物馆已于 2019 年搬迁
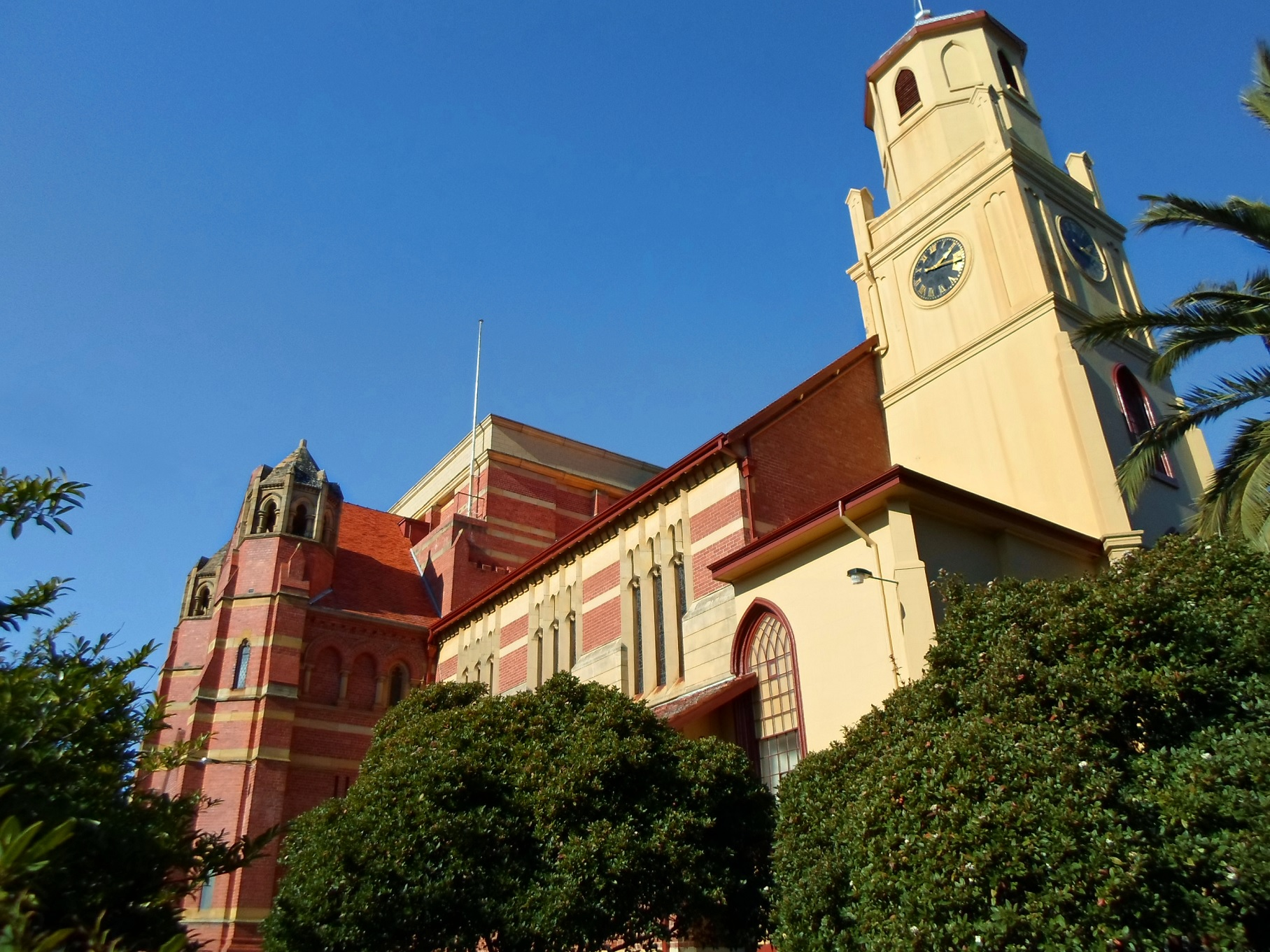
圣约翰英国教会
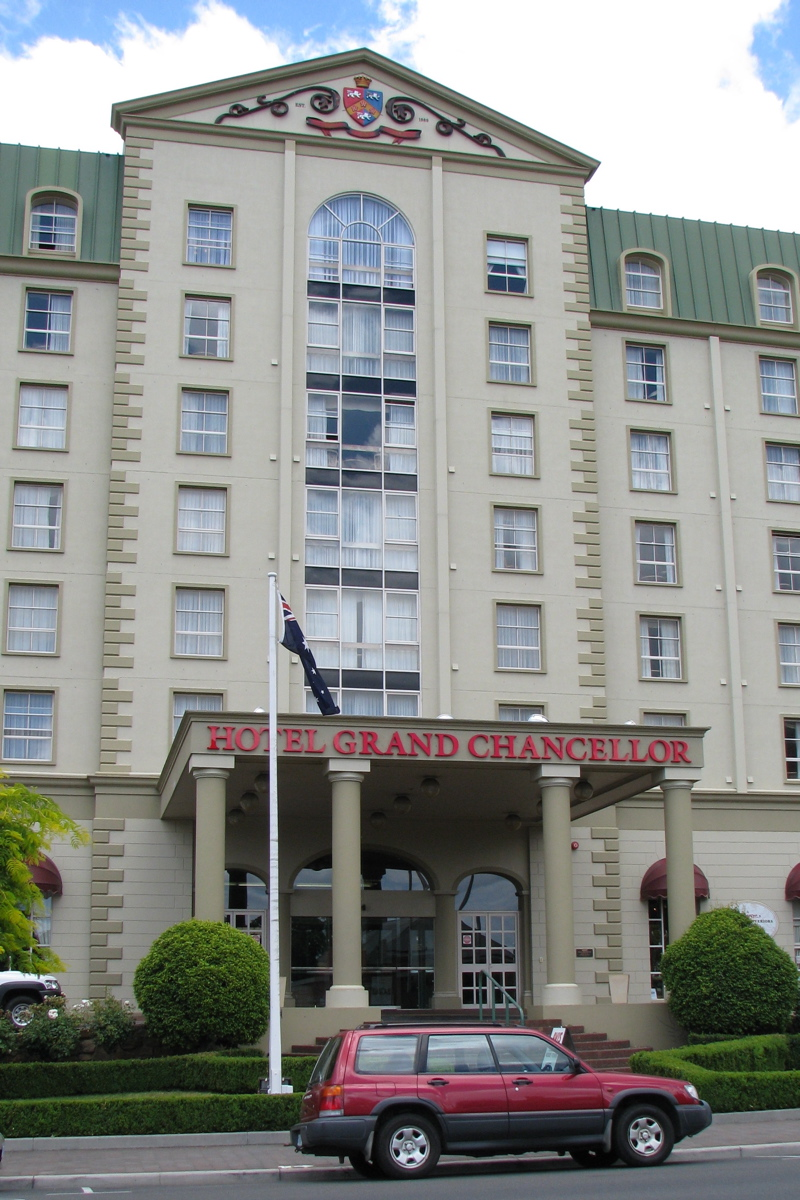
大酒店
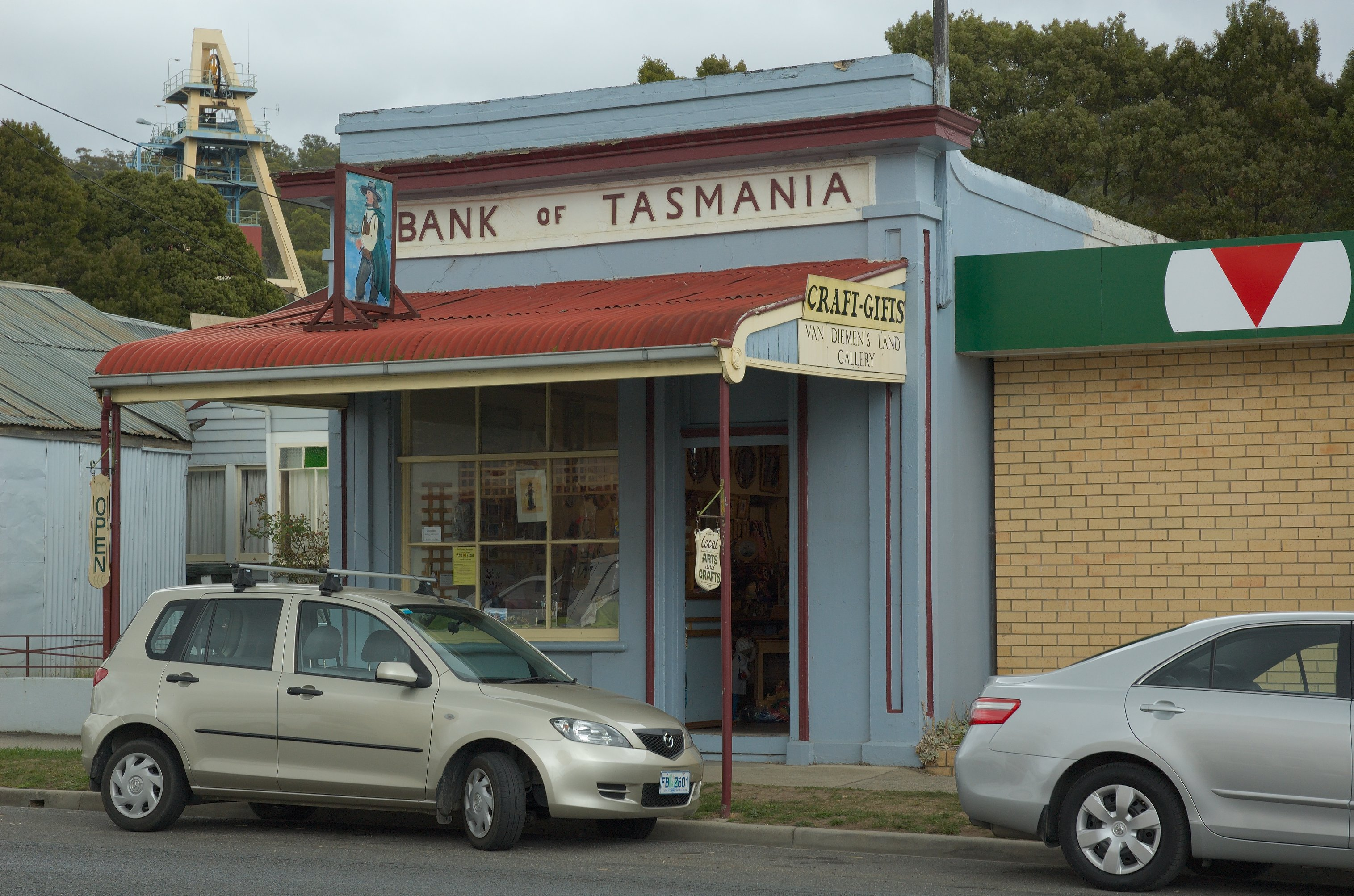
塔斯马尼亚老银行分行，1809年
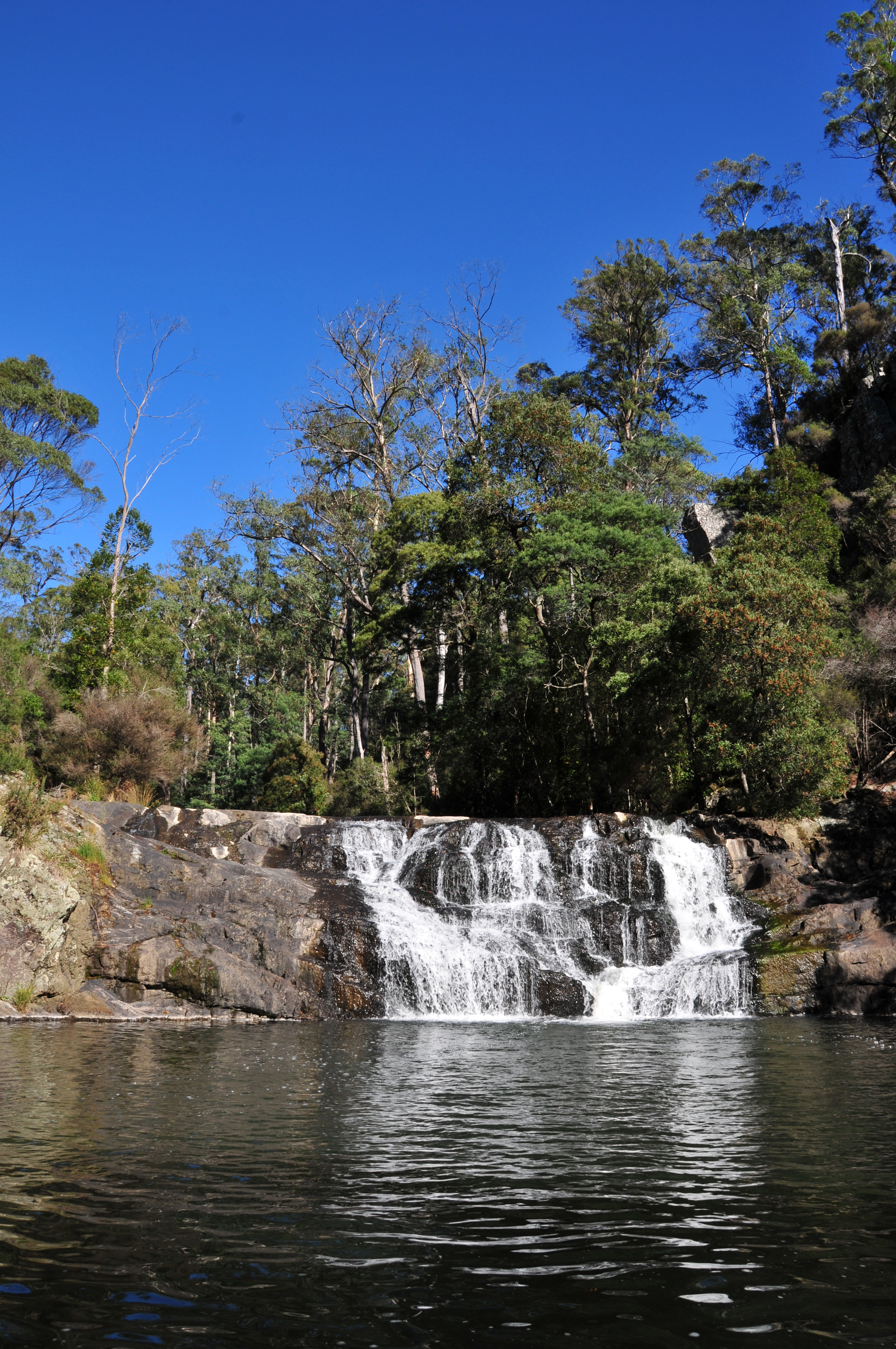
龙虾河瀑布
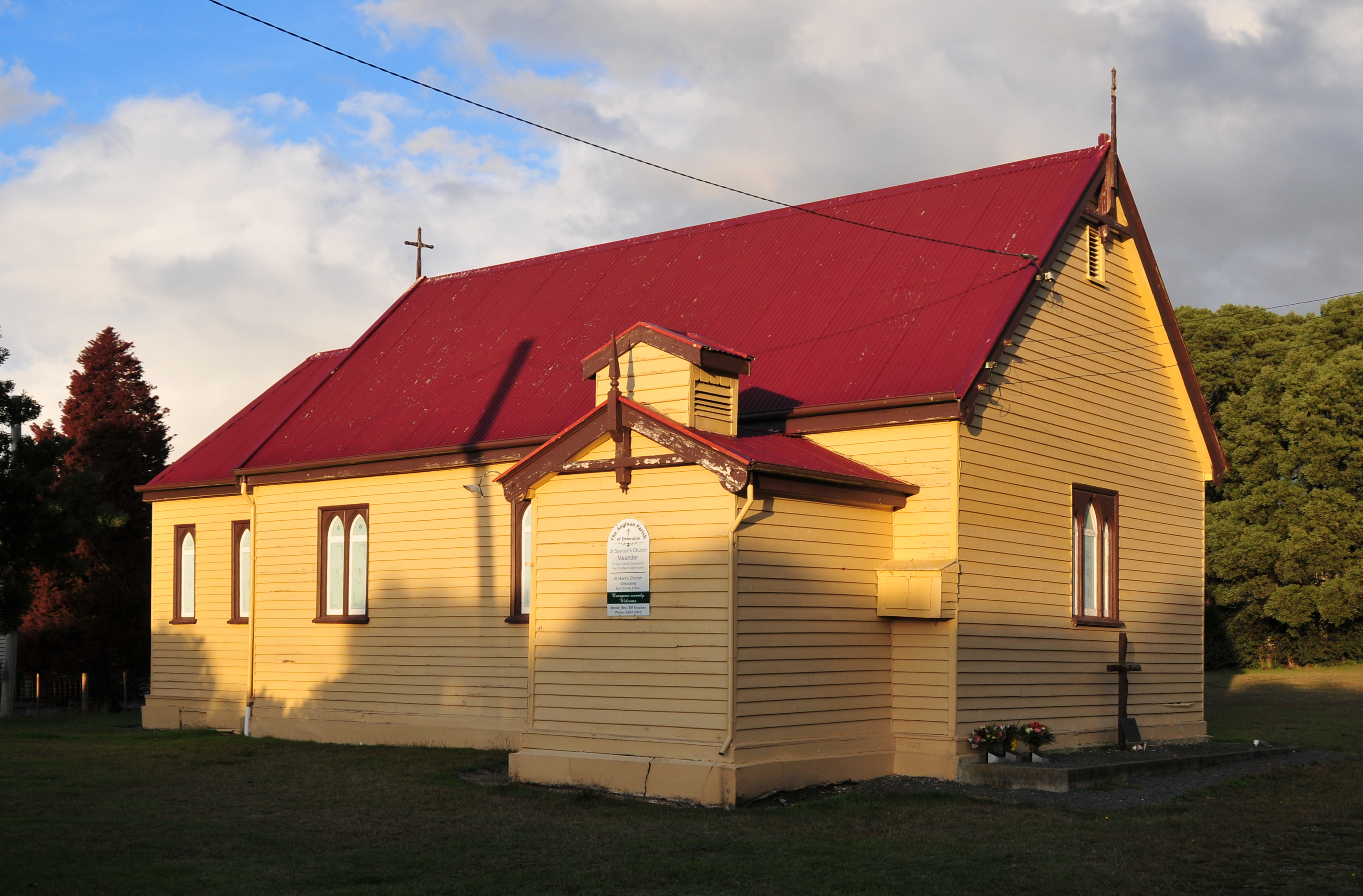
St. Saviours 蜿蜒的圣公会教堂，1822 年
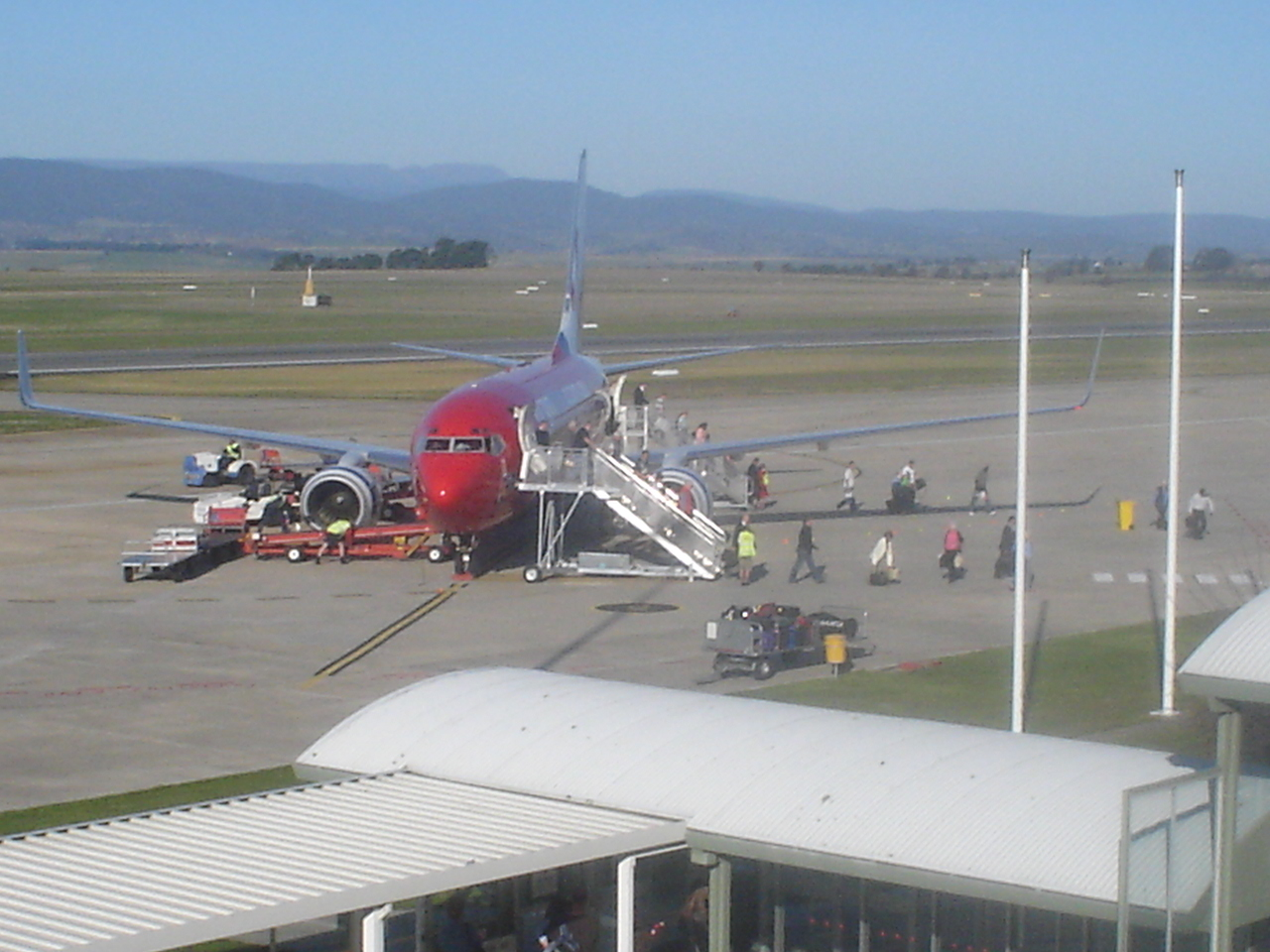
朗塞斯顿国际机场的处女蓝航班
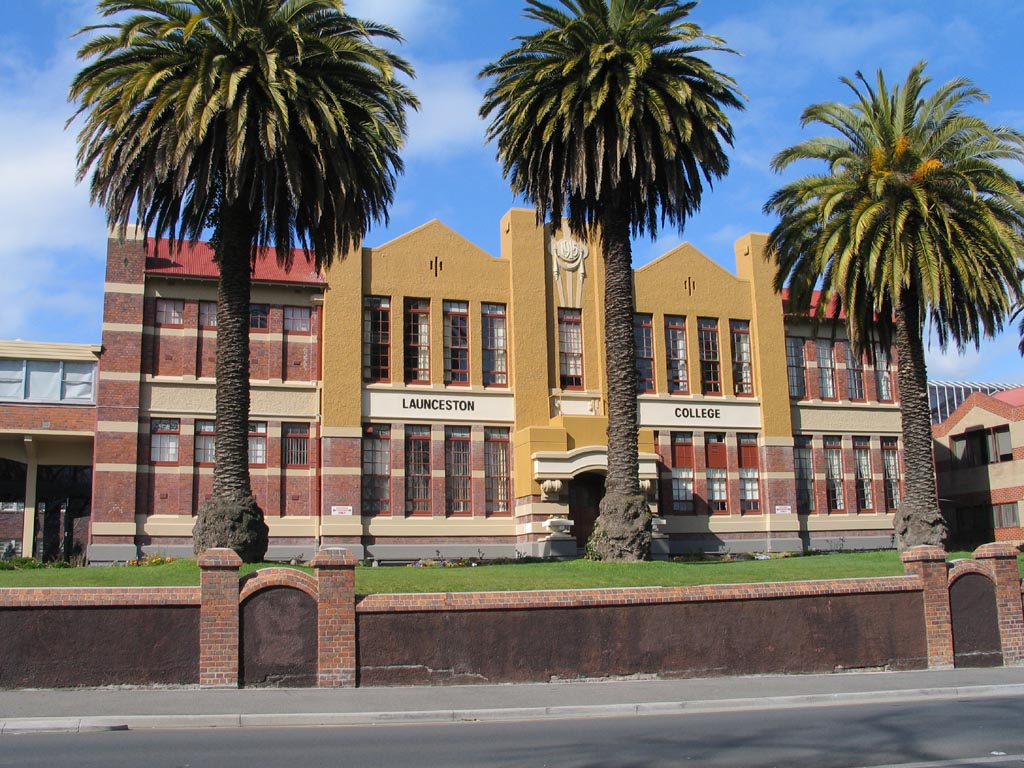
建于 1834 年，现在是朗塞斯顿学院的监狱
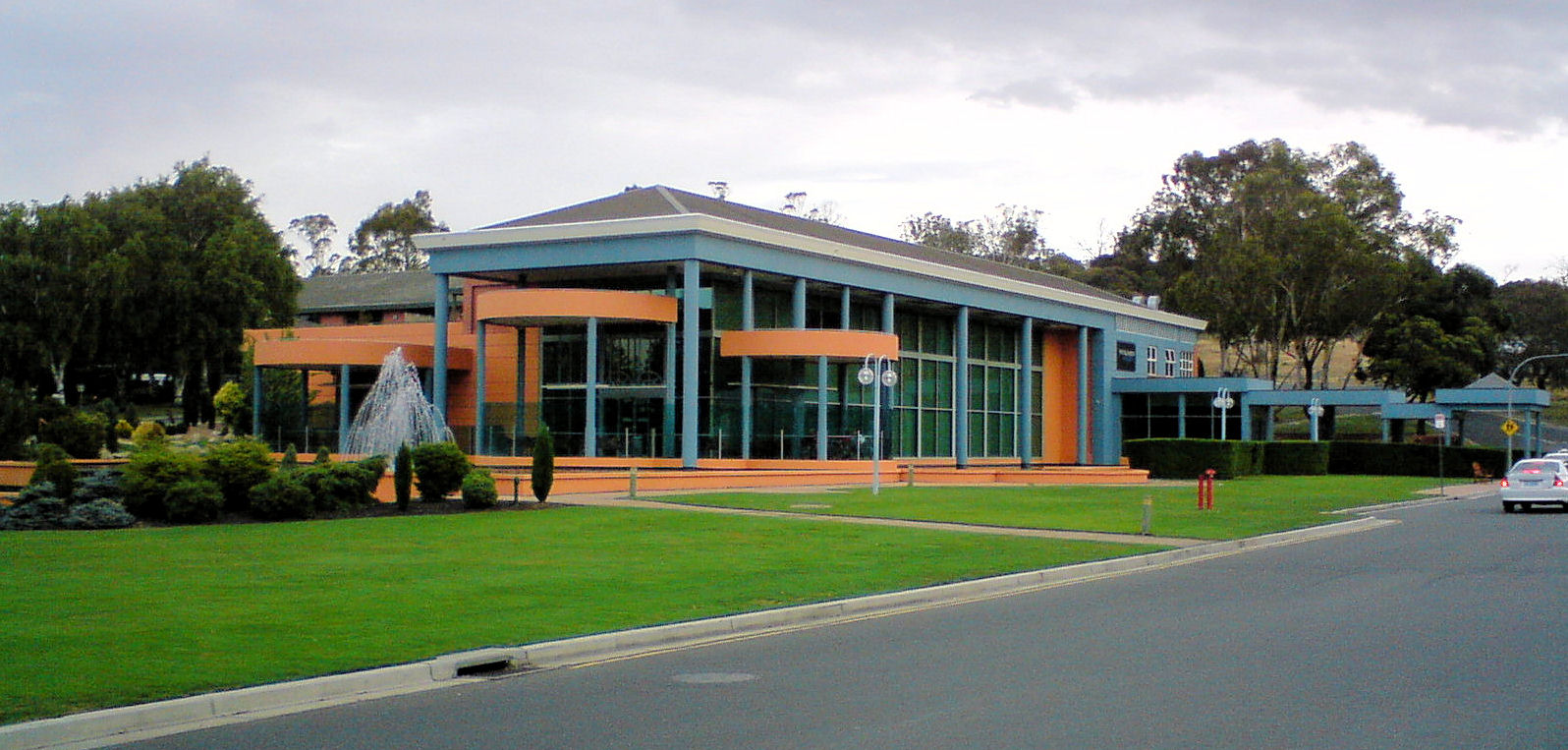
乡村赌场，入口大门，拥有大花园和高尔夫球场网球等休闲设施
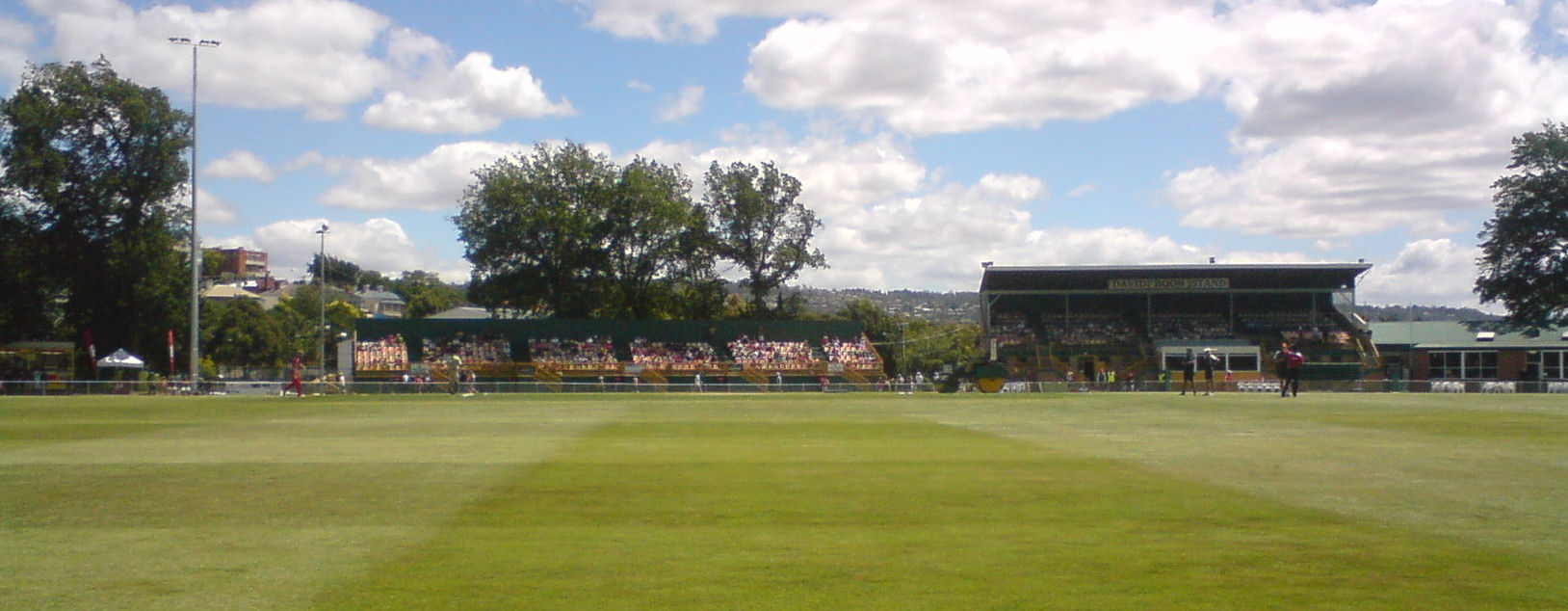
NTCA 体育场 - 直到 1841 年才被称为朗塞斯顿赛马场，之后更名为朗塞斯顿板球俱乐部场地
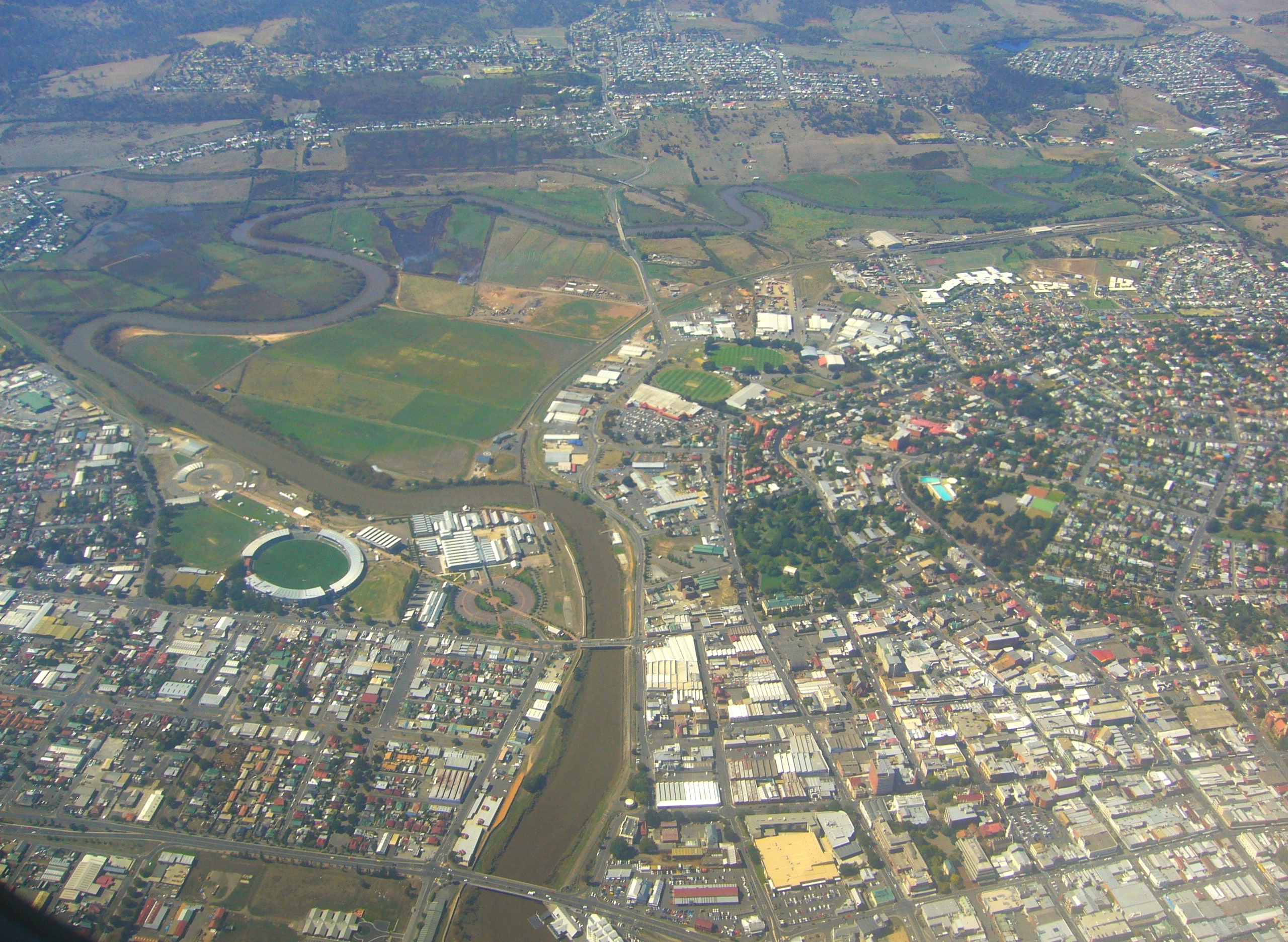
北埃斯克河漫滩

## 友好城市
| - 日本池田市 - 马来西亚塞伦班 |  | - 美国纳帕 |  | - 中華人民共和國太原 |

## 资料来源
1. ↑  Synyan. . 2011-01-18  [2008-03-23] （中文）.[永久]

41°26′S 147°8′E / 41.433°S 147.133°E